# Football Club Sochaux-Montbéliard
Cet article fait partie d'un « bon thème » labellisé en 2012.
Maillots
Actualités
Dernière mise à jour : 24 mai 2024.
Le Football Club Sochaux-Montbéliard, abrégé en FC Sochaux-Montbéliard, FCSM ou plus simplement FC Sochaux, est un club de football français situé dans l'agglomération de Montbéliard, en Franche-Comté. Le club est résident du stade Auguste-Bonal (20 005 places) situé sur le territoire de la commune de Montbéliard et gère un centre de formation réputé situé à Seloncourt. Son équipe première entrainée par Frédéric Bompard  évolue lors de la saison 2024-2025 en National, troisième niveau des compétitions masculines en France.
Créé en 1928 sous l'impulsion du constructeur automobile Peugeot, dont les usines se trouvent à Sochaux, le club compte à son palmarès deux titres de champion de France, remportés en 1935 et 1938, deux Coupes de France gagnées en 1937 et 2007 et une Coupe de la Ligue obtenue en 2004. Son meilleur résultat en compétitions européennes est une demi-finale de la Coupe UEFA lors de l'édition 1980-1981. Le club a fourni des dizaines de joueurs en équipe de France, dont Bernard Bosquier, Roger Courtois, Bernard Genghini, Lucien Laurent, Marvin Martin, Étienne Mattler, Stéphane Paille, Benoît Pedretti, Franck Silvestre ou encore Yannick Stopyra.
Le FC Sochaux-Montbéliard est l'un des clubs pionniers du football professionnel français, ayant fortement œuvré au début des années 1930 pour l'instauration d'un championnat professionnel, notamment par la création de la Coupe Sochaux en 1930, parfois considérée comme l'ébauche du championnat de France professionnel, auquel le FC Sochaux participe dès la saison inaugurale en 1932-1933. Le FCSM a la particularité d'être l'un des rares clubs français à ne jamais être repassé au statut amateur, le club ayant toujours joué dans les deux premières divisions nationales jusqu'en 2023 et conservant son statut professionnel lors de sa descente au troisième échelon en 2023-2024, notamment grâce au financement continu de Peugeot jusqu'en 2015 et ce alors que l'unité urbaine de Montbéliard est de taille modeste. Le club détient jusqu'en 2014 le record du nombre de saisons disputées en première division et, jusqu'en 2016, le record du nombre de matchs joués dans l'élite.
Après 87 ans d'histoire commune, le club est vendu par Peugeot en juillet 2015 à Ledus, filiale de Tech Pro Technology, devenant le premier club européen détenu à 100% par une entreprise chinoise. En avril 2020, le FCSM est transféré à la société chinoise Nenking, spécialisée dans l'immobilier, qui en devient la nouvelle propriétaire.
Au terme de la saison 2022-2023, le Football Club Sochaux-Montbéliard se retrouve au bord du dépôt de bilan et menacé de disparition après la décision de la Direction nationale du contrôle de gestion (DNCG) pour raisons financières et le désengagement des propriétaires chinois.
Une opération de sauvetage est menée en quelques jours par un groupe d'actionnaires locaux et les supporters qui se mobilisent pour sauver le club de la faillite. Grâce à l’adhésion de milliers de supporters, d'actionnaires locaux et des collectivités locales, le club est sauvé en août 2023. L’association Sociochaux, qui rassemble 11 000 supporters entre au capital du FCSM et devient la première association de supporters en France à participer directement à la gouvernance d'un club professionnel : une histoire et un modèle à contre-courant du football moderne autour de l'idéal d'un football populaire.
| \| Sochaux \| Localisation de la ville de Sochaux |
| Sochaux                                           |

## Histoire

### Prémices

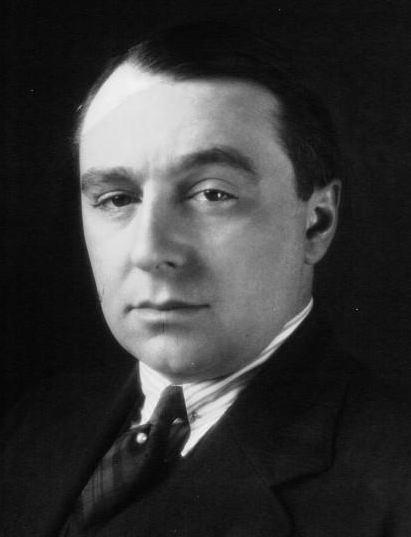
Jean-Pierre Peugeot.

Le FC Sochaux voit le jour en 1928 par la volonté de deux salariés de la société des Automobiles Peugeot, Louis Maillard-Salin, directeur de la branche carrosserie, et Maurice Bailly, un des chefs de service de ce dernier. Le premier est le président fondateur du club, le second est à la fois le capitaine et l'entraîneur.
Sans grands moyens, l'équipe est cependant rapidement suivie par le directeur de la société Peugeot, Jean-Pierre Peugeot, qui souhaite créer un club de haut niveau dans le cadre de sa politique de loisirs à l'intention de ses ouvriers. Pour cela, il va s'inspirer de la recette de l'Association sportive de Valentigney, dont il est l'un des dirigeants. Basée à une dizaine de kilomètres, l'ASV avait été fondée en 1920 autour de l'activité de l'usine des Cycles Peugeot et s'était rapidement affirmée comme la meilleure équipe de la région, multiple fois vainqueur de la Division d'honneur de Bourgogne-Franche-Comté et surtout finaliste de la Coupe de France en 1926.
Fervent défenseur de la professionnalisation du football français, Jean-Pierre Peugeot ne se cache pas de salarier ses joueurs dans les usines Peugeot, à une époque où de nombreux dirigeants pratiquent l'amateurisme marron, illégal et non assumé. L'équipe entame sa première saison en division de district, l'échelon le plus bas du football en Franche-Comté, et dispute son premier match le 2 septembre face à l'équipe de réserve de l'AS Montbéliard. Le premier match officiel en championnat a lieu fin septembre 1928 et se solde par une large victoire (12-1). Composée de bons joueurs régionaux, l'équipe s'impose contre tous ses adversaires en championnat. En mai 1929, avec l'aide de trois nouvelles recrues arrivant du Club français, le FCS s'impose 3-2 face au Dunlop Sports, le double champion de France corporatiste, au stade Buffalo de Montrouge près de Paris.
Le club attire parmi les meilleurs joueurs de France et de l'étranger grâce au soutien de Jean-Pierre Peugeot, dont l'objectif est de faire connaître son entreprise et la région Franche-Comté mais aussi d'offrir à ses ouvriers des distractions. Grâce à un recrutement de qualité comprenant notamment des vedettes telles que Antonio Lozes, un gardien de but venu d'Espagne, Étienne Mattler ou Paul Wartel, débauché du Red Star, la formation sochalienne, entraînée par l'Anglais Victor Gibson débauché à l'Olympique de Marseille, prend l'ascendant sur les équipes de sa région. Habillé de ses couleurs emblématiques bleu et jaune, le FC Sochaux se construit : il choisit de pratiquer un « football exhibition », où le spectacle prime.
Le 25 août 1929, le FC Sochaux inaugure son nouveau terrain, le stade du Champ de foire à Montbéliard (où se situe aujourd'hui le stade René-Blum), par une large victoire sur l'AS Montbéliard, fondée en 1910. Par ailleurs, Jean-Pierre Peugeot met en chantier un stade jouxtant les usines de Sochaux, le futur stade de la Forge. Sochaux prend bien vite la place de l'AS Valentigney dans le cœur des habitants de l'agglomération de Montbéliard.

### Un démarrage en fanfare (1930-1939)
En juin 1930, le FC Sochaux absorbe l'AS Montbéliard, donnant naissance au Football Club Sochaux-Montbéliard (FCSM), et devient omnisports. Jean-Pierre Peugeot avait chargé en octobre 1929 Robert Dargein d'étudier la faisabilité d'une grande équipe Peugeot autour du FC Sochaux. Les frères Jean et Lucien Laurent, tous deux internationaux, sont débauchés du CA Paris.
Alors que l’avènement du professionnalisme a été voté par la Fédération pour une application en 1932, les Sochaliens proposent aux meilleurs clubs nationaux de participer à une compétition nationale, baptisée Coupe Peugeot. D'abord rejetée par la Fédération, l'initiative est finalement tolérée. Huit équipes se disputent la première édition, dont la finale, qui se joue au Parc des Princes devant environ 10 000 spectateurs, voit le FC Sochaux-Montbéliard battre l'Olympique lillois six buts à un. En Coupe de France, les vedettes sochaliennes sont arrêtées en 8e de finale par le CA Paris.
Le 11 novembre 1931, le Stade de la Forge est inauguré : il est doté de gradins et d’une pelouse faite de semences anglaises. La deuxième édition de la Coupe Peugeot, qui rassemble vingt clubs répartis en deux groupes, s'achève sur la victoire du FC Mulhouse. Le succès populaire est au rendez-vous mais la compétition s'arrête là, puisque la FFFA lance le premier championnat de France de football officiel en septembre 1932.
Avec son effectif clinquant, qui rassemble de nombreux internationaux, Sochaux ne manque la finale de la première édition du championnat de France qu'à la moyenne de buts, au bénéfice de l'AS Cannes. Malgré le recrutement du brillant attaquant franco-suisse Roger Courtois, la saison suivante est catastrophique.

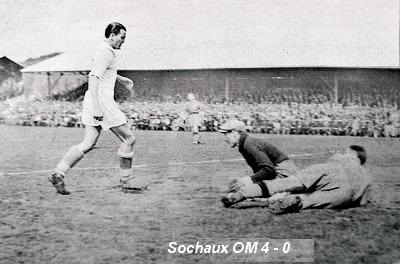
En 1935, le FC Sochaux gagne 4-0 contre l'Olympique de Marseille et devient pour la première fois champion de France.

Le club se restructure avec l'objectif de conquérir un palmarès : Robert Dargein laisse la place à Étienne Gredy, directeur du personnel des usines Peugeot. Gibson est remercié, l'Uruguayen Conrad Ross recruté comme entraîneur-joueur en mars. Le Suisse André Abegglen rejoint son compatriote en attaque, formant une paire sans égal dans le pays. Ross veut faire pratiquer à son équipe un jeu d’attaque appuyée sur une défense de roc. L'équipe, qui enchaîne 17 matchs sans défaite en championnat, prend finalement le dessus sur le RC Strasbourg, sur le terrain duquel il signe une victoire décisive en mars, devant plus 25 000 spectateurs dont de nombreux Francs-Comtois. La victoire sur l'Olympique de Marseille au stade de la Forge lors de la dernière journée scelle le titre des Sochaliens. Invités au prestigieux « Tournoi de Bruxelles » organisé par le Daring Club, ils ne s'inclinent qu'en finale face à l'Ajax Amsterdam (2-1).
Mise en place des premiers abonnements pour les supporters, d'un centre de formation (confié à Paul Wartel) : le club est alors en avance sur ses concurrents français. Comme annoncé Ross laisse son poste, confié à Abegglen. Mais les résultats sont décevants et Ross fait son retour en décembre, sans permettre au FCSM de conserver son titre, remporté par les Parisiens du Racing dont les moyens sont importants.

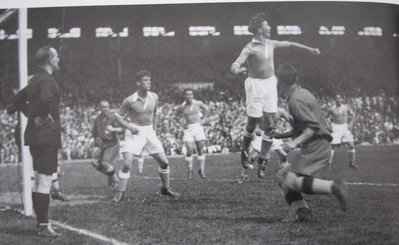
Le FC Sochaux (short noir) l'emporte 2-1 en finale de la Coupe de France 1937 contre le RC Strasbourg.

À l'été 1936, Peugeot casse sa tirelire avec le gardien de but de l'équipe de France Di Lorto et plusieurs joueurs internationaux étrangers, dont l'ailier argentin Lauri. L'équipe, qui compte dans ses rangs six internationaux français et trois étrangers, revient progressivement à la hauteur de l'Olympique de Marseille après un début de saison manqué. Malgré une victoire à Marseille à l'avant-dernière journée, les Sochaliens cèdent le titre de champion de France aux Phocéens à la moyenne de buts (une première dans cette compétition). En consolation, ils arrachent la Coupe de France au RC Strasbourg (2-1). Chaque joueur reçoit en récompense un coupé Peugeot 201.

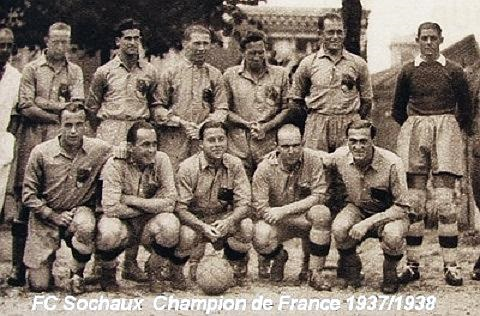
Le FC Sochaux 1937-1938, champion de France pour la seconde fois.

L'intersaison 1937 est de nouveau agitée, mais cette fois l'équipe ne manque pas son début de saison, prenant vite une avance importante sur ses concurrents. Malgré le retour de l'OM et du FC Sète en fin de saison, le club remporte logiquement son deuxième titre de champion de France, ce qu'aucun autre club n'avait encore réussi à faire. Inquiets de l'augmentation des coûts due à sa politique de recrutement de vedettes, les dirigeants décident alors de mettre l'accent sur la formation de joueurs français. La saison suivante est quelque peu décevante, à peine éclairée par la 42e sélection en équipe de France du capitaine sochalien Mattler, un record. L'arrivée imminente de la Seconde Guerre mondiale, et le départ concomitant des nombreux joueurs étrangers du club, vont marquer un coup d'arrêt brutal aux ambitions franc-comtoises.
Dès la saison 1938-1939, le club subit les effets de la crise internationale : les 4e journée et 5e journée de championnat sont reportées car la France mobilise ses troupes alors que l'Allemagne s'apprête à envahir la région des Sudètes. À cette occasion, Maxime Lehmann déserte en Suisse et abandonne le club. L'international français d'origine suisse est radié à vie du championnat de France.

### Les années de guerre (1939-1945)
La mobilisation générale est décrétée en septembre 1939, les footballeurs passent sous l'uniforme. Comme de nombreux autres clubs, le FC Sochaux suspend s⁹es activités professionnelles. L'entraîneur Ross rentre en Uruguay et se trouve remplacé par l'entraîneur de la réserve Paul Wartel.
La commission de la FFF met bien en place un « championnat national » auquel ne participe pas Sochaux, mais celui-ci est interrompu avant l'attribution d'un titre national sans grande valeur. En juin 1940, la région se trouve incluse dans la « zone interdite ». En 1940-1941, Sochaux fait son retour à la compétition en championnat amateur (DH) de Bourgogne – Franche Comté. Champion de son groupe devant l'US Belfort, le FCSM s'incline en finale de la compétition face à son vieux rival de l'AS Valentigney. Il remporte la compétition en 1942, à la suite de quoi il fusionne avec l'AS Valentigney.
Le FC Sochaux-Valentigney participe à nouveau à un championnat national pendant la saison 1942-1943, terminant 8e sur 16 dans le groupe Nord. Pour la saison 1943-1944, Sochaux comme tous les autres clubs possédant une section professionnelle, est dessaisi de son statut professionnel. Les sept Sochaliens (Jacques, Pibarot, Magnin, Parmeggiani, Pessonneaux, Rué et Coulon) demeurant professionnels constituent la base de l'équipe fédérale Nancy-Lorraine, la sélection professionnelle habilitée la plus proche, dont l'entraîneur n'est autre que Wartel. La sélection remporte la coupe de France 1944, tandis que le club sochalien poursuit son activité en championnat amateur, sous la direction de l'emblématique Étienne Mattler, engagé par ailleurs dans la résistance.
À la Libération, le club se sépare de l'AS Valentigney et redevient le FCSM. Il se donne une saison avant de repartir en première division à l'occasion de la saison 1945-1946.

### Période d'après-guerre (1945-1964)
Au sortir de la guerre, la stratégie consistant à s'attribuer les services des meilleurs joueurs à prix d'or est abandonnée d'une part parce qu'en période de restrictions, cela pourrait être mal vu et d'autre part parce que le club choisit volontairement de ne pas s'inscrire dans la surenchère qui va s'accélérer dans les années 1950. À partir de cette date, la gestion du club se fait « en bon père de famille » : le but du club n'est pas de gagner de l'argent mais il ne doit pas en perdre non plus.
À la Libération, le Stade de la Forge est rebaptisé du nom d'Auguste Bonal, ancien dirigeant et directeur sportif du club, directeur à l'usine Peugeot déporté puis fusillé en avril 1945 par la Gestapo pour obstruction de collaboration. Le FC Sochaux-Montbéliard reprend du service en D1 lors de la saison 1945-1946, mais l'équipe entraînée par Étienne Mattler, mêlant anciennes vedettes tel Roger Courtois qui a alors 33 ans et jeunes faisant leurs débuts dans le monde professionnel, termine à la dernière place. Le club se trouve relégué en deuxième division pour la première fois de son histoire. Un recrutement judicieux, notamment celui du Tchèque Pépi Humpal, auteur de 45 buts, permet au club de survoler son championnat et de retrouver l'élite dès la saison suivante.
Pour éviter au club de connaître à nouveau les affres de la relégation, le président Fortuné Chabrier décide de mettre en place en 1949 une nouvelle structure pour former de jeunes joueurs destinés à alimenter l'équipe première, baptisée « La phalange des Lionceaux ». Des jeunes prometteurs sont détectés dans tout le pays par les hommes du réseau Peugeot, recrutés et accueillis au Cercle Hôtel Peugeot à Sochaux. Ils travaillent à mi-temps dans l'usine automobile et sont formés au moule du club le reste du temps. Cette structure est considérée comme la première des « écoles de club », ancêtres des centres de formation.
Cette stratégie est rapidement payante puisque l'équipe sochalienne, entraînée par Gabriel Dormois à partir de 1952, termine à la seconde place du championnat en 1952-1953 derrière l'irrésistible Stade de Reims, et remporte la première édition de la Coupe Drago.
Malgré des moyens limités, le club apparaît souvent en bonne place en championnat tout au long des années 1950, avec notamment une 5e place en 1955, et dispute la finale de la Coupe de France en 1959 face au Havre AC. La première finale, conclue sur un match nul (2-2), suscite la polémique car l'arbitre refuse de valider un but sochalien marqué juste après le coup de sifflet final. Lors de la revanche, les Normands s'imposent sèchement. Cette défaite en finale reste, pendant 50 ans, la seule défaite en finale d'un club de 1re division face à un club de 2de division.
Au début des années 1960, le FC Sochaux-Monbéliard est en difficulté et « fait l'ascenseur » : 17e du championnat en 1959-1960, après treize saisons consécutives dans l'élite, le club descend en D2 avant de remonter immédiatement à la fin de l'exercice suivant. Cependant, l'effectif n'est pas assez riche en joueurs d'expérience et termine à la première place de relégable en 1962, ne s'imposant pas une seule fois à l'extérieur. Il lui faut cette fois-ci deux saisons pour retrouver la première division. Le parcours du FC Sochaux-Montbéliard en Coupe de France n'est guère plus brillant, l'équipe ne dépassant jamais le stade des huitièmes de finale.

### Un club emblématique du football français et création du centre de formation (1964-1990)
La remontée de 1964 introduit pour le club sochalien une longue période de stabilité et de prospérité. Le FC Sochaux-Montbéliard dispute de nouveau la finale de la Coupe de France dès 1967 face à l'Olympique lyonnais mais s'incline sur un score de 3-1.

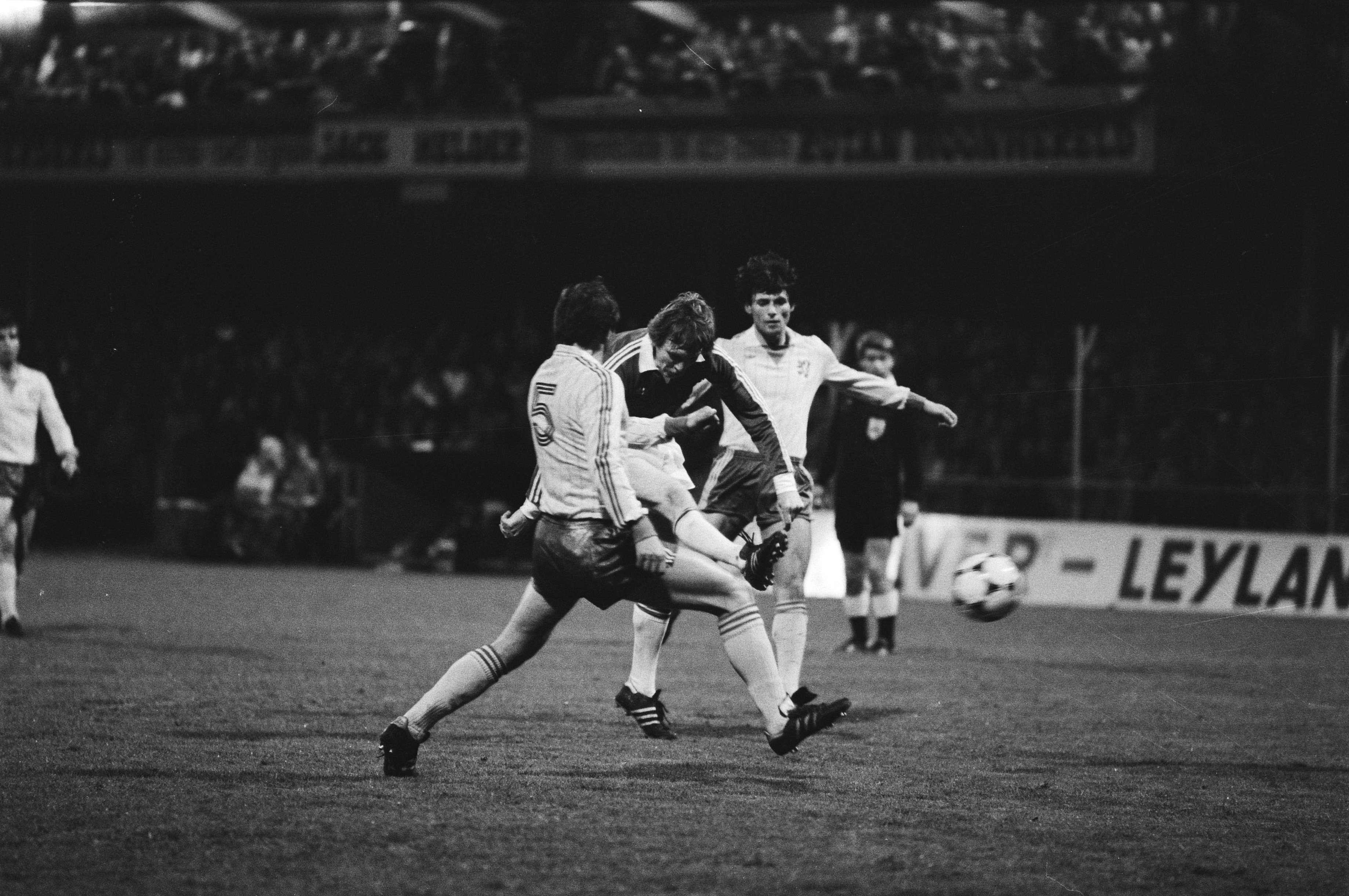
Demi-finale retour de la Coupe UEFA 1980-81 entre l'AZ Alkmaar et le FC Sochaux-Montbéliard.

Jacques Thouzery devient président du club en 1974. Il y restera 20 ans. Le FC Sochaux lance véritablement son centre de formation en août 1974. Le « boss », Pierre Tournier, allait y former tellement de très bons joueurs.Durant cette période, Sochaux devient l'un des acteurs majeurs du football français, figurant plusieurs fois dans le Top 5 de première division, ce qui lui ouvre les portes de l'Europe. Ceci est en partie dû à la création en 1974 du centre de formation qui porte ses fruits assez rapidement, révélant des joueurs tels que Philippe Anziani, Yannick Stopyra, Bernard Genghini, Joël Bats, qui feront les beaux jours du club et de l'équipe de France. Le 16 mai 1976, le FCSM bat son record d'affluence avec  20 886 spectateursour la réception de l'AS Saint-Étienne.
En 79-80, Sochaux entraîné par René Hauss réussit un championnat magnifique en terminant deuxième derrière Nantes, champion de France. Et dans la foulée, le club va jusqu'aux demi-finales de la Coupe de l'UEFA 1980-1981 en éliminant notamment l'Eintracht Francfort sous la neige. Le club est porté par la génération des Yannick Stopyra, Bernard Genghini, Philippe Anziani, Albert Rust, Jacky Bonnevay encadrés par les vétérans Abdel Djaadaoui ou Patrick Revelli.
La gouvernance se renforce avec l'arrivée en 1981 de Silvio Croci, Secrétaire Général du club et véritable bras droit de Jacques THouzery. Il restera l’un des hommes forts du FCSM , l’un des personnages clé de la montée en puissance du club.
Néanmoins, le FCSM voit partir très vite ses meilleurs éléments et les résultats commencent à s'en ressentir au milieu des années 1980. Au terme de la saison 1986-1987, Sochaux se voit même relégué en deuxième division après 24 années de présence continue parmi l'élite. Cela aura l'effet d'un électrochoc : l'année suivante, sous les ordres du nouvel entraîneur Silvester Takač, le club survole son groupe de deuxième division, ne s'inclinant qu'à deux reprises et donnant la leçon au favori lyonnais dans son antre de Gerland par un score final de 7 à 1. Parallèlement, il atteint la finale de Coupe de France, ne s'y inclinant qu'aux tirs au but face au FC Metz. C'est au cours de cette saison que va se révéler une nouvelle génération de joueurs formés au club dont plusieurs deviendront internationaux (Franck Sauzée, Stéphane Paille, Gilles Rousset, Franck Silvestre, Mickaël Madar) ou effectueront une carrière brillante comme Jean-Christophe Thomas, qui gagnera la Ligue des champions avec l'Olympique de Marseille. À noter aussi la présence dans cette équipe de deux joueurs bosniaques de grand talent qui s'illustreront au club pendant plusieurs saisons, Faruk Hadžibegić et Mécha Baždarević. Les deux saisons suivantes, Sochaux terminera quatrième du championnat de D1.

### Une décennie moyenne et un nouveau stade (1990-1999)
Les années 90 sont sans doute une des périodes la moins faste pour le club. Les résultats sont décevants en première division : 18e en 90/91, 17e en 91/92, 16e en 92/93, 14e en 93/94. Sochaux finit par descendre au terme de la saison 1994-1995 pour rester trois saisons consécutives en deuxième division, période la plus longue en dehors de l'élite qu'ait jusqu'alors connue le club. Il y enregistrera même les plus mauvais classements de son histoire (10e en 1995-1996 puis 11e en 1996-1997), alors que les cinq saisons que Sochaux avait disputées jusque-là en deuxième division s'étaient toujours soldées par un podium. Une embellie se produit pendant la saison 1998-1999 durant laquelle le FCSM est à nouveau en première division, mais il redescend aussitôt dans l'antichambre de l'élite où il restera deux saisons supplémentaires. Le club ne brille guère plus en coupe, ne disputant au mieux qu'un quart de finale de la Coupe de France et une demi-finale et un quart de finale en Coupe de la Ligue. Mais c'est pendant cette période très délicate de la vie du club que, sous l'impulsion du président Gilles Daget, le vieux stade Bonal est totalement transformé (travaux du printemps 1997 à début 2000) ; un nouveau centre de formation est réalisé dans une ancienne propriété de la famille Peugeot. La formation est réorganisée et relancée avec l'arrivée de F.Blaquart en 1996.
Cette décennie est donc celle de la remise en question, et avant de quitter la présidence du club en décembre 1999, Gilles Daget malgré des résultats sportifs décevants, laissera à son successeur des infrastructures neuves dignes de la Ligue 1 et de nombreux jeunes en post formation : Ljuboja, Meriem, Pedretti, Frau, Diouf, Daf, Mathieu, Monsoreau. Cette décennie aura préparé la période faste à venir.

### Les années dorées sous la présidence Cordier-Plessis (2000-2008)
A l'aube des années 2000, une nouvelle ère s'ouvre. Le 8 décembre, Jean-Claude Plessis est nommé président de très manière transitoire. Dès janvier 2000, Alain Cordier devient président, Jean-Claude Plessis, président délégué et Pierre Wantiez, directeur, son bras droit. Le club devient une SASP (Société Anonyme Sportive Professionnelle) en 2001. Le trio poursuit les efforts entrepris qui finissent par payer. L'entrée dans le nouveau millénaire est réussie : le nouveau stade Auguste-Bonal, enceinte moderne de 20 005 places, est inauguré en fanfare pour le Trophée des champions 2000, marquant le début d'une saison qui verra le FC Sochaux-Montbéliard triompher en Ligue 2, remportant au passage son premier titre depuis 1947 et mettant en lumière la nouvelle génération dorée de joueurs, purs produits de la formation maison, parmi lesquels Benoît Pedretti et Pierre-Alain Frau.

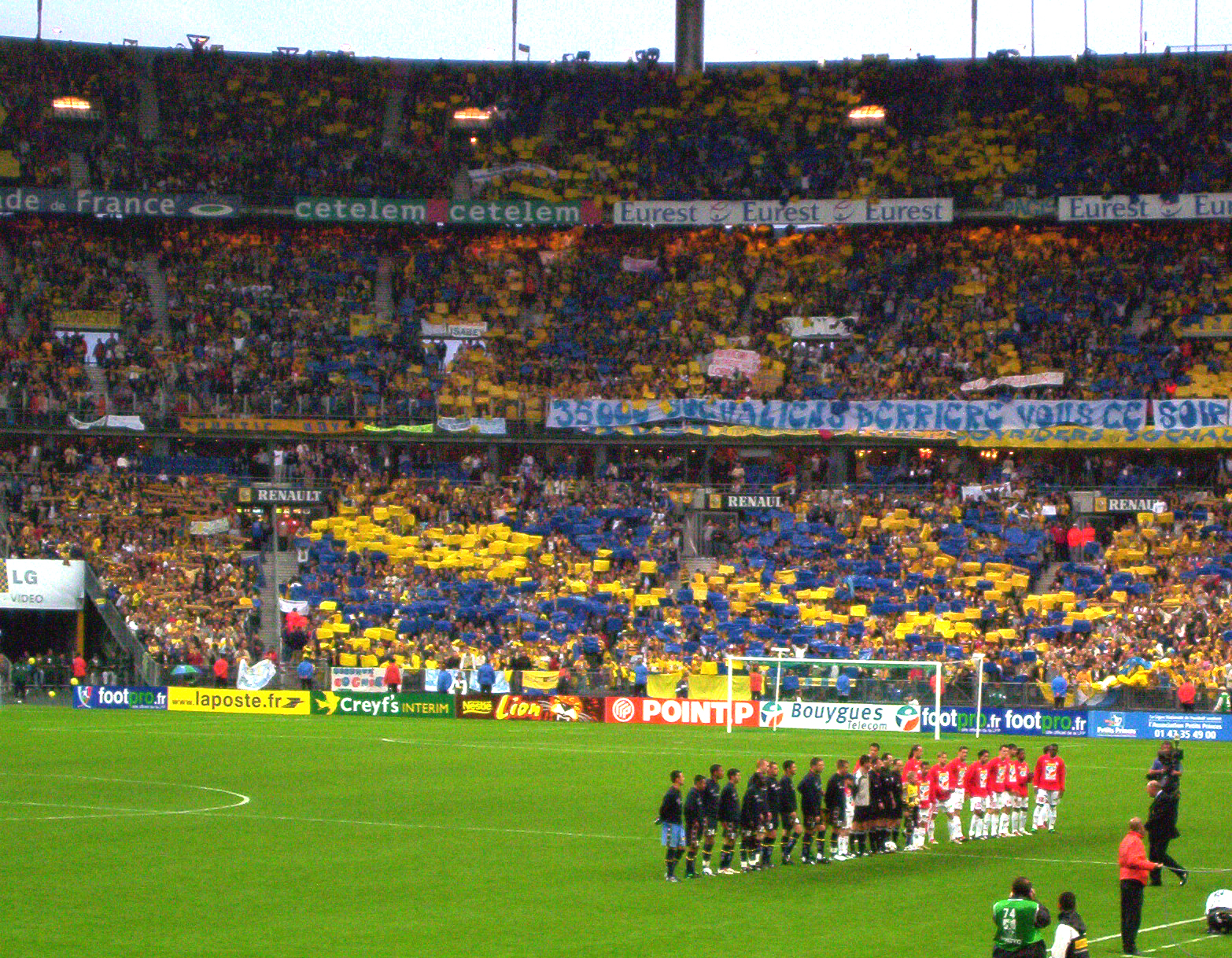
Les supporters du FCSM au stade de France lors de la finale de la coupe de la Ligue 2003 contre l'AS Monaco.

Pour son retour parmi l'élite, le club décroche une très honorable huitième place, lui permettant de retrouver les joutes européennes après 13 ans d'absence sur la scène continentale. L'arrivée de Guy Lacombe au poste d'entraîneur à l'aube de la saison 2002-2003 et la fidélité des joueurs-clés du club va permettre à Sochaux de s'affirmer à nouveau comme un des acteurs majeurs du football hexagonal. Sochaux va ainsi connaître deux cinquièmes places consécutives remportées en 2002-2003 et 2003-2004, des matches mémorables en Coupe UEFA face aux plus grands d'Europe (4-0 face au Borussia Dortmund, deux matchs nuls face à l'Inter Milan, 1-0 sur le terrain du Sporting Portugal) et deux finales de Coupe de la Ligue. La première en 2003 perdue 4-1 face à Monaco. Puis la seconde en 2004 remportée face à Nantes à la suite d'une séance de tirs au but interminable, au cours de laquelle le gardien Teddy Richert se sublime en arrêtant notamment la Panenka du gardien adverse Mickaël Landreau, marquant ainsi à jamais de sa patte l'histoire du club.
L'équipe est alors composée d'un savant dosage de purs produits du centre de formation (Benoit Pedretti, Pierre-Alain Frau, Jérémy Mathieu, Sylvain Monsoreau) et de joueurs plus expérimentés révélés parfois tardivement (Mickaël Pagis, Michaël Isabey ou le brésilien naturalisé tunisien Francileudo Santos).
La saison 2005-2006 est une saison de transition, les départs quasi simultanés de l'entraîneur Guy Lacombe et des meilleurs joueurs souhaitant légitimement faire évoluer leurs carrières dans des clubs plus prestigieux sonnant la fin d'un des plus beaux épisodes de l'histoire du club. Le FC Sochaux termine quinzième du championnat derrière Nantes et devant Toulouse.

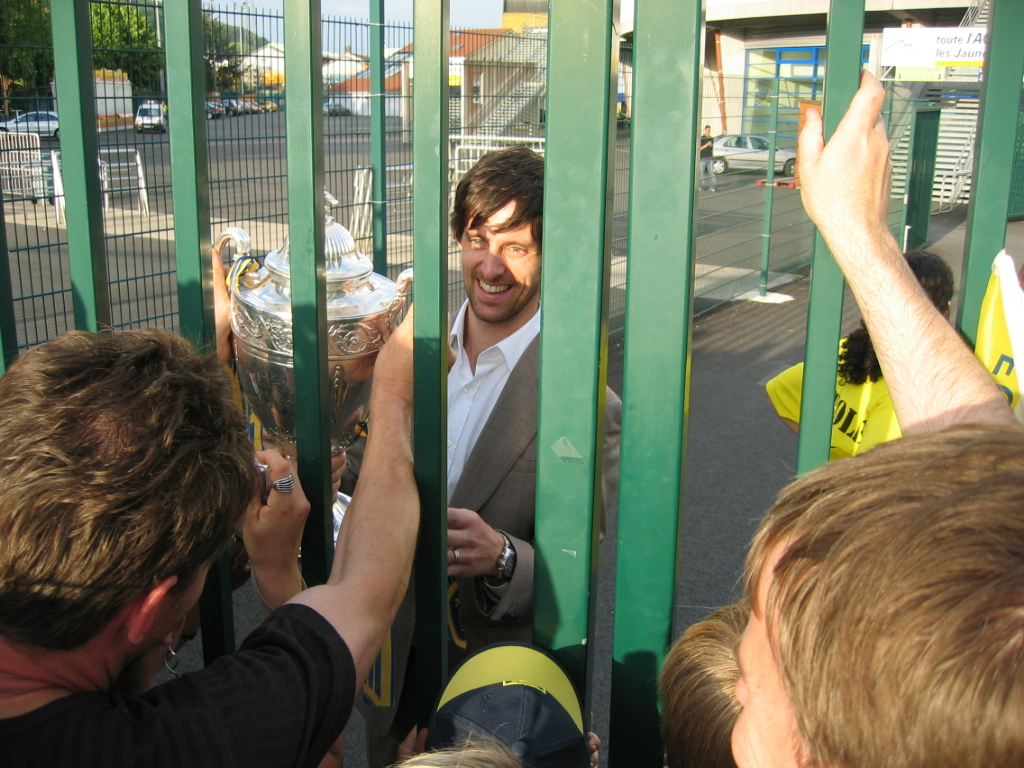
La Coupe de France 2007, présentée par le capitaine Jérémie Bréchet aux supporters.

La 2006-2007 fut un exercice réussi, grâce à l'embauche d'Alain Perrin comme nouvel entraîneur et à un recrutement intelligemment mené associant joueurs d'expérience tels Jérémie Bréchet, Jérôme Leroy ou encore Stéphane Pichot et jeunes stars montantes comme le Brésilien Álvaro Santos remarqué dans le championnat du Danemark, le Slovène Valter Birsa, l'espoir français Anthony Le Tallec et le meilleur joueur de Ligue 2 Karim Ziani. Le club s'est classé septième en championnat de Ligue 1, a atteint les quarts de la Coupe de la Ligue et a remporté deux nouveaux titres : le 12 juin 2007, le FC Sochaux-Montbéliard s'est emparé de la Coupe de France pour la deuxième fois de son histoire en s'imposant face à l'Olympique de Marseille, réalisant un doublé fabuleux puisque quelques heures auparavant, ce sont les jeunes du centre de formation qui ont remporté la Coupe Gambardella.
Alain Perrin, parti à l'Olympique lyonnais, est remplacé par Frédéric Hantz en provenance du Mans. Après un mauvais début de championnat, une 19e place au classement et une élimination dès le 1er tour de la coupe UEFA contre Panionios Athènes (défaite 0-2 à domicile puis victoire 0-1 à l'extérieur), Hantz est démis de ses fonctions le 12 décembre 2007, moins de 6 mois après son arrivée. C'est Francis Gillot, ancien entraîneur du RC Lens qui lui succède après un intérim de 2 matchs de Jean-Luc Ruty, le directeur du centre de formation. Francis Gillot, le sixième entraîneur de Sochaux depuis 1999 réussit l'exploit de sauver le club de la relégation grâce à une très bonne seconde moitié de saison et aux performances du jeune attaquant franco-turc Mevlüt Erding. Le 30 juin 2008, le président du club Jean-Claude Plessis en poste depuis 1999 part en retraite et laisse sa place à Alexandre Lacombe, directeur des ventes des automobiles Peugeot en France.

### Le déclin et la fin du patronage de Peugeot (2008-2015)

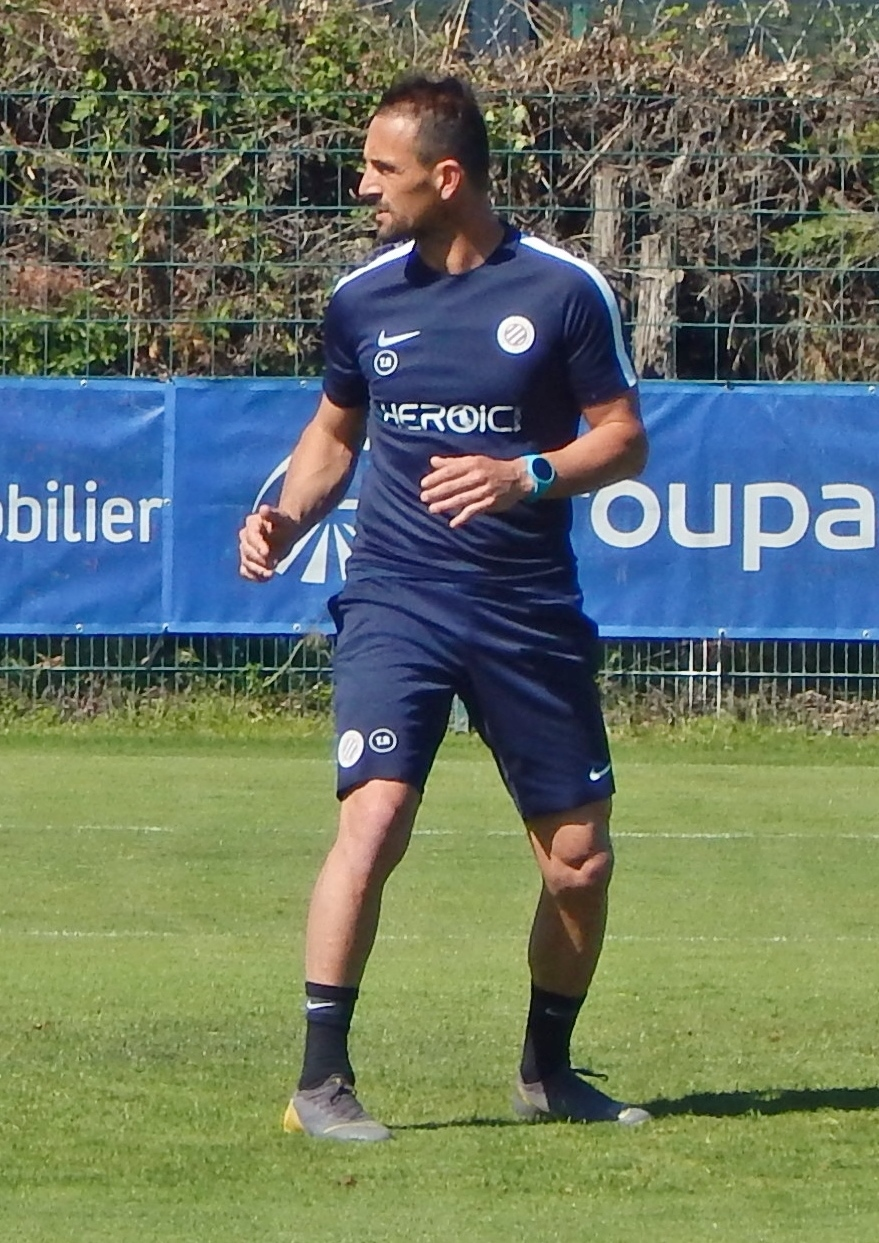
Teddy Richert, ici sous les couleurs de Montpellier, est le gardien emblématique du FCSM dans les années 2000.

Le binôme Gillot/Lacombe enchaîne deux saisons difficiles où le club flirte avec la relégation (14e en 2008-2009 puis 16e en 2009-2010).
En 2010-2011, le club réalise une très belle saison et termine à la cinquième place du championnat, se qualifiant ainsi pour la Ligue Europa. L'équipe composée d'une ossature issue de la Gambardella 2007 complétée de recrues venues de Ligue 2 propose un jeu très offensif reposant sur la technique et le collectif. Les révélations de cette équipe sont l'international algérien Ryad Boudebouz et Marvin Martin qui termine meilleur passeur de Ligue 1 avec 17 passes décisives et intègre l'équipe de France A en juin (doublé pour son premier match en Bleu face à l'Ukraine).
Malgré cette qualification en Ligue Europa, l'entraîneur Francis Gillot quitte le club. Mécha Baždarević, joueur emblématique du club pendant les années 1980, devient l'entraîneur du groupe. L'équipe est éliminée dès le premier tour de la Ligue Europa face au Metalist Kharkiv (0-0 à l'extérieur puis défaite 0-4 à domicile) et se retrouve 20e et relégable lorsque Mécha Baždarević est démis de ses fonctions le 6 mars 2012. Ce dernier est remplacé par le responsable de la réserve, Éric Hély qui sauve le club lors de la dernière journée, terminant même 14e du championnat à la suite de trois victoires consécutives lors des trois dernières journées de championnat. En fin de saison, Marvin Martin, sélectionné pour l'Euro 2012, signe pour le LOSC. D'autres joueurs cadres quittent le club comme le gardien de but Teddy Richert ou encore Jérémie Bréchet. Un nouveau cycle démarre pour le club qui garde sa confiance à Éric Hély pour la saison 2012-2013.
Les jaunes et bleus se retrouvent 18e à la mi-saison. Le FCSM doit composer avec un effectif très jeune et faire face à de nombreuses blessures lors de cette première partie de championnat. Le club enregistre peu de mouvements lors du mercato hivernal, avec le départ d'Abdoul Camara (PAOK Salonique) et l'arrivée de Giovanni Sio en provenance de Wolfsbourg. Alors 17e de Ligue 1, le FC Sochaux s'offre les trois « gros » du championnat en battant l'Olympique de Marseille (3-1), le Paris SG d'Ibrahimović au stade Bonal (3-2) et l'Olympique lyonnais (1-2). Toutefois, le 19 février 2013, le président du club Alexandre Lacombe annonce sa démission. Le 28 mars, Laurent Pernet prend sa succession. Le maintien est finalement obtenu lors de la dernière journée de championnat à Bastia grâce à un match nul (0-0). Une défaite sochalienne en terre corse n'aurait toutefois pas été rédhibitoire, puisque Troyes, premier relégable et poursuivant direct du FCSM avec 3 points de retard, a de son côté été battu à Valenciennes (1-2). Le FCSM finit 15e avec 41 points grâce notamment à une bonne deuxième partie de championnat. Le FC Sochaux repart pour une 66e saison au sein de l'élite (un record).
Lors de la saison 2013-2014, l’entraîneur Éric Hély démissionne alors que le club n'a encaissé que 2 points en sept journées de championnat et notamment une sévère défaite contre l'EA Guingamp (5-1). Il est remplacé par Hervé Renard, champion d'Afrique 2012 avec la Zambie, le 7 octobre. Une série de victoires et de matchs nuls permet au club de disputer une finale de maintien contre Évian Thonon Gaillard au stade Bonal lors de la dernière journée. Dans l'obligation de gagner, le FCSM perd finalement le match sur le score de 0-3 et se voit reléguer en Ligue 2. Moins d'une semaine après la relégation, le groupe Peugeot en difficulté annonce sa volonté de se désengager du club qu'il a fondé près d'un siècle auparavant.
De retour en Ligue 2 treize ans après, le mercato est difficile pour le FCSM qui perd la plupart des joueurs cadres et enregistre l'arrivée de jeunes formés au club. Après un début de saison difficile, les Sochaliens enchaînent une série de quatorze matchs sans défaite et reviennent à hauteur du podium à mi-saison. La deuxième moitié de la saison est beaucoup plus décevante, le club terminant finalement à une modeste 10e place sous la direction d'Olivier Echouafni.

### Sous pavillon chinois, la descente aux enfers et création des sections féminines (2015-2023)

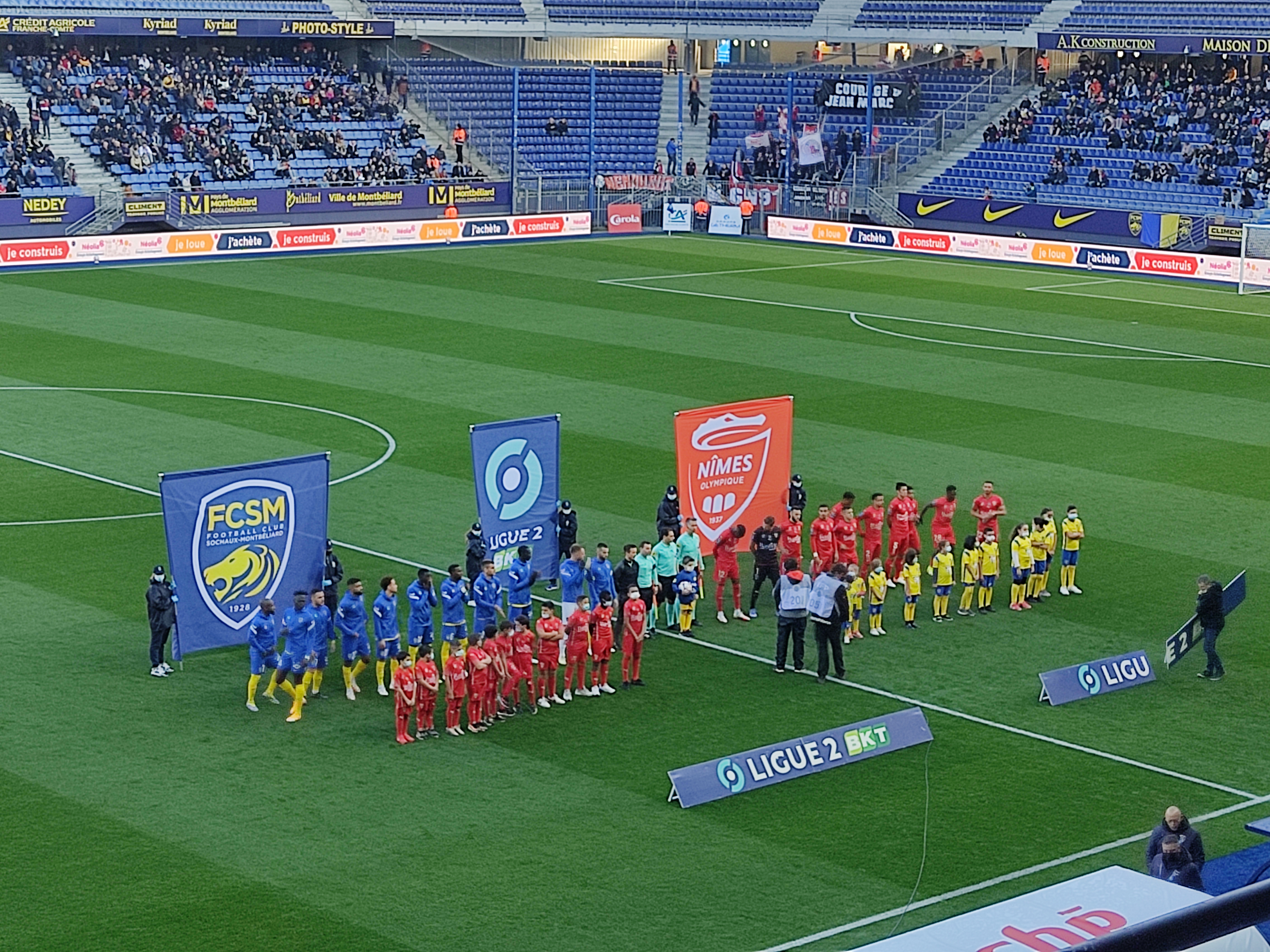
Le Stade Bonal, ici lors d'un match Sochaux-Nîmes en 2021.

Le club est racheté le 17 juillet 2015 par la société chinoise Ledus, filiale de Tech Pro Technology Development et spécialisée dans l'éclairage, rejoignant notamment le Paris Saint-Germain et l'AS Monaco dans le cercle des clubs français appartenant à des capitaux étrangers. Il est le premier club en Europe à passer sous pavillon chinois et quitte pour la première fois son actionnaire historique Peugeot qui l'a fondé. Côté sportif, après une mauvaise série de résultats, Olivier Echouafni est limogé de son poste d'entraîneur et est remplacé par le duo intérimaire Omar Daf - Eric Hély avant l'arrivée d'Albert Cartier, fort d'avoir fait remonter le FC Metz en Ligue 1 quelques années plus tôt. Pourtant, les Sochaliens réalisent une saison 2015-2016 chaotique flirtant avec la zone de relégation durant tout le championnat. La victoire des Francs-Comtois à domicile contre Clermont (2-0) assure leur maintien en Ligue 2 où ils se classent 15e place. Cet exercice est à peine compensé par le beau parcours en coupe de France où le FCSM parvient à faire tomber respectivement Bastia (1-2), Monaco (2-1) puis Nantes (3-2) avant d'être éliminé en demi-finale contre Marseille (0-1) à Bonal.
La saison suivante est à peine meilleure, marquée par une 13e place place en championnat et une demi-finale de Coupe de la Ligue perdue aux tirs au but à domicile contre Monaco (futur champion de France), à l'issue de laquelle Albert Cartier quitte son poste. Il est remplacé par l'entraîneur allemand Peter Zeidler qui ne reste qu'un an en fonction, avec une 10e place place en championnat et un huitième de finale de Coupe de France perdu face au Paris-Saint-Germain à Bonal (1-4).
En 2016, le club créé les sections féminines, sous l’impulsion de bénévoles et d’un gros travail de l’association FCSM.
Le 25 avril 2018, le club annonce qu'il confie sa « gestion globale » au groupe basque Baskonia-Alavés. Le propriétaire Wing Sang Li place ainsi le club sous la tutelle d'une entité externe. Le FCSM devient alors le troisième club satellite du Deportivo Alavés après le JS Hercules en Finlande et le NK Rudeš en Croatie. Quelques mois plus tard, le 14 juin 2018, le FC Sochaux-Montbéliard fête ses 90 ans dans un contexte de crise morale et sportive sans précédent dans son histoire.

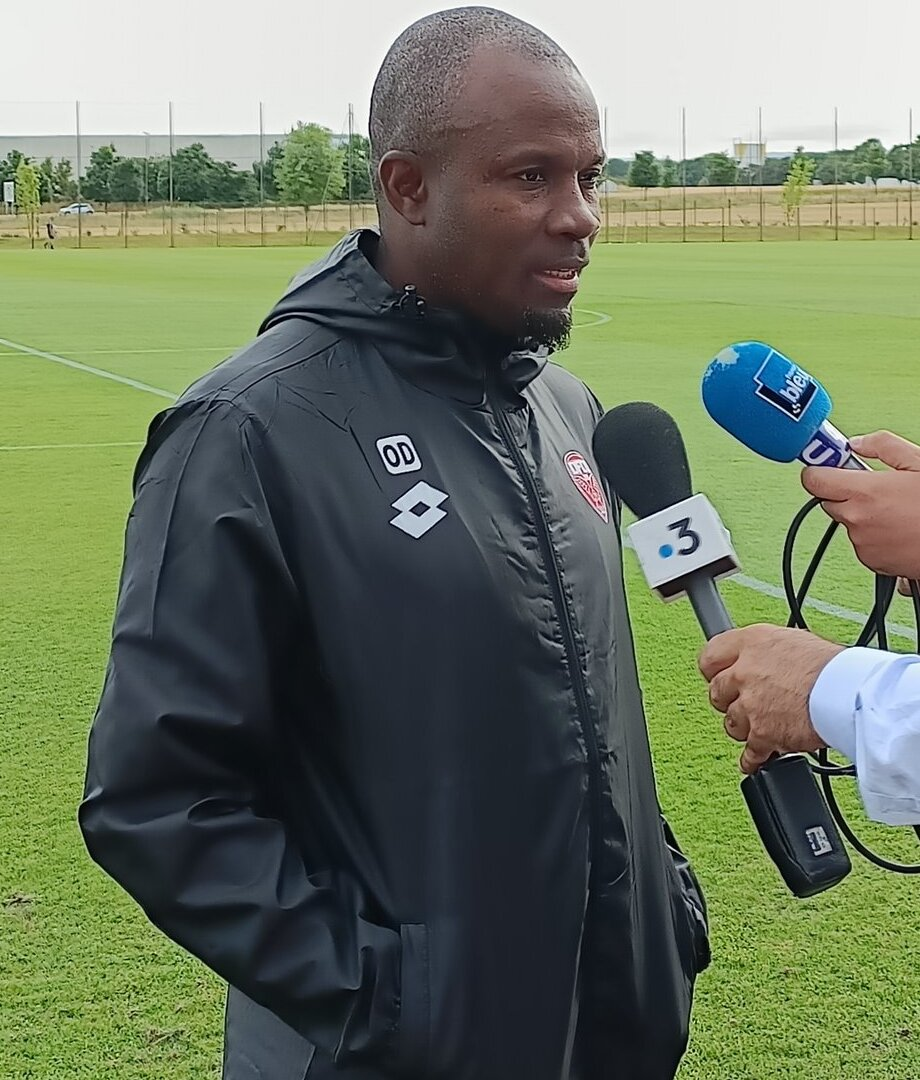
Ancien joueur du club, Omar Daf est l'entraîneur du FCSM entre 2018 et 2022.

La saison 2018-2019 est encore plus difficile avec l'éviction, en novembre, de l'entraîneur espagnol José Manuel Aira au profit d'Omar Daf de retour à la tête des Jaunes et Bleus. L'équipe continue malgré tout d'enchaîner les mauvais résultats avec en point d'orgue, une défaite à domicile face au Red Star (1-2) provoquant l'envahissement du terrain par les supporters. Le FCSM évite finalement une relégation en National grâce à une victoire lors de l'ultime journée face à Grenoble (2-0) dans un stade à huis clos. Le maintien est acquis sur le plan sportif, mais le club franc-comtois, rétrogradé en National à titre conservatoire, n'est pas encore assuré du maintien sur le plan administratif. Le 8 juillet 2020, la commission d’appel de la DNCG lève la rétrogradation administrative pour ne pas avoir présenté des comptes équilibrés. Une décision obtenue grâce aux garanties financières du Groupe Nenking, qui s'apprête à devenir le nouveau propriétaire du club.
Après deux exercices assez neutres ponctués à la 16e place puis 14e place place, le club retrouve les hauteurs du classement avec une septième place à l'issue de la saison 2020-2021. L'arrivée de plusieurs joueurs dans l'effectif comme Aldo Kalulu, Gaëtan Weissbeck ou encore Rassoul Ndiaye participe au renouveau insufflé par Omar Daf. Pour la première fois depuis la relégation en 2014, le club dispute la montée lors de l'exercice 2021-2022 et se qualifie pour les barrages grâce à une 5e place place obtenue lors de la phase régulière. Après une victoire in extremis face au Paris FC (2-1), les Sochaliens échouent au tour suivant contre Auxerre (0-0 ; 4-5 aux tab) et manquent la montée en Ligue 1. L'année suivante, avec Olivier Guégan comme nouvel entraîneur, le FCSM est dans la course pour la montée jusqu'en mars avant de s'écrouler en fin de championnat enchaînant huit défaites consécutives. En mai 2023, l’entraîneur Olivier Guégan est mis à pied à titre conservatoire à la suite d'entretiens individuels avec sa direction. L’intérim est assuré jusqu’à la fin de saison par la légende du club Pierre-Alain Frau et son homologue Sylvain Monsoreau respectivement entraîneurs des U19 nationaux et du championnat de France des réserves.
Après un premier passage face à la DNCG, le FCSM est relégué en National 1 au début de l'été 2023. Un trou de plus de 20 millions d'euros apparait dans les caisses et le club vend en quelques jours la quasi totalité de l'effectif professionnel pour réduire la dette. Dans le même temps, le club fait appel et son Directeur Général, Samuel Laurent, promet de ramener l'argent nécessaire : 22 millions d'euros. Il fait un voyage en Chine pour négocier avec le propriétaire du club lui demandant notamment d'investir de sa fortune personnelle. Il communique avec certains supporters, leur assurant que les fonds ont été apportés. Les initiatives pour tenter de sauver le club fleurissent comme celle de Jérémy Paille fils de l'ancien attaquant du club qui lance une cagnotte en ligne. Bruno Bini, autre supporter et auditeur de RMC lance un cri du cœur en direct à la radio qui devient viral. Dans le même temps les supporters lancent une mobilisation générale. Le 14 juillet 2023, à l'initiative de la TNS, le principal groupe de supporters actifs du club, une grande manifestation réunissant plus de 3 000 personnes se tient au Stade Bonal. Ce jour-là, supporters actifs représentants des associations de supporters comme Fabrice Lefèvre Président du forum Planète Sochaux, des élus comme Mathieu Bloch, Alexandre Gauthier, Jean André ou Mathieu Guinebert ainsi que d'anciens joueurs comme Joseph Lopy prennent la parole pour rappeler l'importance du club pour la Région. Dans les jours suivants, il est révélé que Nenking n'apportera pas les fonds nécessaires et recherche des partenaires financiers afin de se désengager. Les pouvoirs publics par l'intermédiaire notamment de l'Elysée, tentent une négociation qui aboutit à la mise en vente du club contre 12 millions d'euros, soit le montant réclamé par la DNCG pour le maintien de Sochaux en Ligue 2 pour la saison 2023-24. Romain Peugeot, l'arrière-petit-fils du fondateur du club, annonce le 18 juillet 2023 via le journal L'Équipe être en train de rassembler des investisseurs pour réunir les 12 millions d'euros demandée par la DNCG et le Groupe Nenking. Cela aboutit le 21 juillet à une offre ferme de reprise du club par un groupe d'investisseurs. Romain Peugeot devient alors propriétaire du club à condition que son maintien soit prononcé par le CNOSF. Mais le 4 août, le CNOSF rejette le recours du club et Romain Peugeot la mort dans l'âme se retire . Le club est alors proche du dépôt de bilan. Près de 200 jeunes joueurs quittent le centre de formation de Seloncourt pour certains en pleurs . Une image qui glace le sang de milliers de supporters et d'un en particulier depuis sa Bretagne où il passe sa retraite. A Bonal, un dernier entraînement mêlant joueurs et supporters se déroulent sur la pelouse. Les quelques joueurs restants et le staff sont alors envoyés "en congés" en attendant la fin officielle du club.   

### Le nouveau projet FCSM 2028 (2023-)
Un groupe d'investisseurs continuent de se mobiliser. Jean-Claude Plessis, ancien Président du club qui passe sa retraite en Bretagne les rejoint et appelle Pierre Wantiez. Sur le papier, l'opération semble impossible. Jean-Claude Plessis et Pierre Wantiez lancent un appel à la mobilisation générale. Un appel entendu par d'autres investisseurs qui rejoignent le groupe,  et par Florian Pasqualini des Sociochaux qui prend attache avec eux pour faire entrer les supporters dans les instances du club.. Cette ultime chance de sauver le club génère une mobilisation sans précédent. Autour du duo Plessis-Wantiez se joignent supporters, collectivités territoriales, d'anciens joueurs et de nombreux entrepreneurs amoureux du club. La DNCG accepte une dernière audition le 16 août 2023. Tout le Pays de Montbéliard travaille d'arrache-pied pendant 11 jours pour obtenir les fonds nécessaires au sauvetage. La levée des fonds des Sociochaux atteint près de 500 000 euros.  
La veille de l'audition, 40 investisseurs, des milliers de supporteurs au sein de l'association Sociochaux et les collectivités locales se sont engagés financièrement. L'ensemble des fonds privés est alors rassemblé dans un fiducie, FCSM 2028, pilotée par l'avocat Didier Poulmaire, et contrôlée par un conseil de surveillance élu par ses pairs investisseurs, composé de 4 chefs d'entreprise locaux : Xavier Thévenot, Sandro Nardis, Gérald Maradan et Baptiste Vautherin. La fiducie a également réussi à signer in extremis un accord de rachat du club auprès du Groupe Nenking pour le compte des investisseurs, conditionné au succès de  l'audition auprès de la DNCG. Le 16 août 2023, la délégation sochalienne, menée par Pierre Wantiez, et composée également de Jean-Claude Plessis et des 4 chefs d'entreprises, se rend au siège de la Ligue de football professionnel (LFP) à Paris. Le soir, le FC Sochaux-Montbéliard est officiellement maintenu en National et garde son statut professionnel,.
Le 25 août 2023, la cession définitive du FC Sochaux-Montbéliard au groupe d’acteurs économiques réunis dans le projet FCSM 2028 est officielle et un nouveau conseil d'administration du club est élu,. Le tout nouveau conseil d'administration, présidé transitoirement par Gerald Maradan, renforce les pouvoirs du conseil, et élit Jean-Claude Plessis président du club, Gerald Maradan vice-président et Pierre Wantiez président délégué,. L'association Sociochaux entre au Conseil d'Administration devenant la première association de supporters en France a participé à la gouvernance d'un club de football professionnel.
La tâche est immense. La plupart des joueurs a quitté le club à l'intersaison. Le staff, mené par Julien Cordonnier et l'entraineur Osvald Tanchot, constitue une équipe à partir du centre de formation. L'objectif de la saison est le maintien.
Sans préparation, le FC Sochaux début le championnat de National le 1er septembre 2023 au stade Bonal face à Goal FC devant 14 025 spectateurs. Malgré la défaite 3 à 0 à domicile, le succès est ailleurs. Le FC Sochaux existe encore.
La suite se déroule bien avec plusieurs victoires probantes. A la mi-saison, le FC Sochaux est 4ème et joue la montée. L'équipe s'offre en parallèle une épopée en Coupe de France : le club élimine deux équipes de ligue 1, le FC Lorient en 32ème de finale, puis le Stade de Reims en 16èmes de finale devant 18 754 spectateurs, provoquant des scènes de liesses à Sochaux.
Le 22 mai 2024, le club poursuit sa mue et procède à une refonte de la gouvernance autour d’un modèle totalement nouveau. La société anonyme sportive professionnelle (SASP) remplace son actuel Conseil d'Administration par deux instances : un Conseil de Surveillance et un Directoire, afin de séparer l'actionnariat et l'opérationnel. Il crée également une populaire et nouvelle société coopérative d’intérêt collectif (SCIC) Football Club Sochaux-Montbéliard, qui gère, aux côtés des collectivités locales (Pays de Montbéliard Agglomération, Département du Doubs, Communauté d'agglomération du Grand Belfort, Région Bourgogne Franche-Comté, Conseil départemental du Territoire de Belfort, Communauté de communes d'Héricourt, Communauté de communes du Sud Territoire, Communauté de communes des Vosges du sud, Ville de Montbéliard, ville de Sochaux) le centre de formation .
Sandro Nardis est élu président du Conseil de Surveillance, avec Baptiste Vautherin en vice-président. Outre les membres du précédent Conseil d’Administration, Gérald Maradan, Xavier Thévenot et Mathieu Triclot, représentant les Sociochaux, trois nouveaux actionnaires, Bartolino Nardis, Pascal Groll et Mikaël Largot, rejoignent cette gouvernance élargie et fédérative. Baptiste Vautherin est élu président et directeur général de la SCIC.
L'épopée en Coupe de France a laissé des traces et le banc manque de profondeur. Le FC Sochaux termine finalement 8ème du championnat National 2023-2024.
La saison 2024-2025 débute. La gouvernance s'affine encore. Clément Calvez est nommé président du Directoire, et Jean-Claude Plessis son beau-père entre au Conseil de Surveillance. Le FC Sochaux effectue un bon parcours en Coupe de France, éliminé en 16èmes de finale par l'équipe d'EA Guingamp après une interminable séance de tirs au but. Le 2 février 2025, dans un contexte d'une succession de matchs sans victoires et ou le club pointe à la 7ème position au classement du championnat, le club annonce la séparation prématurée et immédiate de son entraineur Karim Mokeddem. Frédéric Bompard est ensuite nommé entraineur principal, l'électrochoc voulu sur l'équipe n'a pas lieu, les résultats sont même de plus en plus en berne à tel point que l'objectif de viser la montée en Ligue 2 assumé quelques semaines plus tôt se transforme en objectif de maintien. L'équipe terminera finalement 12ème du classement d'une saison, qualifiée par la presse locale de "gâchis monumental".
Dans le cadre de la préparation de la saison 2025 2026 et un mercato annoncé agité avec de nombreux départs suite aux difficultés de la saison précédente, Vincent Hognon est nommé entraineur de l'équipe première FCSM le 22 mai 2025. Avec une expérience du haut niveau, il aura à charge de préparer la nouvelle saison avec la direction sportive et replacer l'équipe dans une dynamique positive pour chercher victoires et haut de tableau dans le championnat 2025 2026. Dans un même temps Clément Calvez dans un communiqué d'intersaison souligne les travaux de développement de la formation, l'adaptation continue au modèle économique du National (entrainant notamment des restrictions budgétaires et salariales) ou bien la création d'une équipe féminine senior pour la rentrée. 

## Palmarès et records

### Palmarès
Le tableau suivant récapitule les performances du FC Sochaux-Montbéliard dans les diverses compétitions françaises et européennes.
| Compétitions internationales | Championnats nationaux | Coupes nationales |
| --- | --- | --- |
| - Coupe UEFA / Ligue Europa - Demi-finaliste en 1981. - Coupe Intertoto - Demi-finaliste en 2002.                                                                       | - Championnat de France de première division (2) - Champion en 1935 et 1938. - Vice-champion en 1937, 1953 et 1980. - Championnat de France de deuxième division (2) - Champion en 1947 et 2001. - Vice-champion en 1964 et 1988. - Championnat de France de troisième division (2) - Champion en 1978 rés. et 1987 rés.. | - Coupe de France (2) - Vainqueur en 1937 et 2007. - Finaliste en 1959, 1967 et 1988. - Trophée des champions - Finaliste en 2007. |
| Compétitions nationales disparues | Compétitions de jeunes | Tournois saisonniers |
| - Coupe Charles Drago (3) - Vainqueur en 1953, 1963 et 1964. - Coupe de la Ligue (1) - Vainqueur en 2004. - Finaliste en 2003. - Coupe Peugeot (1) - Vainqueur en 1931. | - Coupe Gambardella (3) - Vainqueur en 1983, 2007 et 2015. - Finaliste en 1975 et 2010. | - Coupe des Alpes - Finaliste en 1981. - Tournoi de Casablanca (1) - Vainqueur en 1989. - Trophée Joan Gamper - Finaliste en 1989. |

### Championnats disputés
Au terme de la saison 2022-2023, le FC Sochaux-Montbéliard a disputé 66 saisons en première division et 19 saisons en deuxième division. Sa plus longue période ininterrompue en première division s'élève à 23 saisons consécutives de 1965 à 1987 et sa plus longue présence continue en deuxième division est de 9 saisons de 2014 à 2023. Pour la première fois de son histoire, l'équipe première évolue en troisième division à partir de la saison 2023-2024. 

### Bilan sportif
Au terme du championnat de France de Ligue 1 2013-2014, dernière saison disputée par le FC Sochaux-Montbéliard au premier niveau national, le club avait disputé 66 saisons à cet échelon, dont deux titres remportés en 1935 et 1938, trois places de vice-champion en 1937, 1953 et 1980 et cinq classements à la troisième place en 1933, 1968, 1972, 1976 et 1982. Le FC Sochaux-Montbéliard a connu 8 relégations au niveau inférieur, en 1946, 1960, 1962, 1987, 1995, 1999, 2014 et 2023 (relégation administrative).
Au terme du championnat de France de Ligue 2 2022-2023, dernier exercice en date au deuxième échelon national, le club avait disputé 19 saisons à ce niveau, dont deux titres remportés en 1947 et 2001, deux places de vice-champion en 1964 et 1988 et trois places de troisième en 1961, 1963 et 1998. Le FC Sochaux-Montbéliard a connu 6 promotions de la deuxième vers la première division en 1947, 1961, 1964, 1988, 1998 et 2001.
| Championnat          | Saisons | Titres | J     | G   | N   | P   | Bp    | Bc    | Diff. |
| -------------------- | ------- | ------ | ----- | --- | --- | --- | ----- | ----- | ----- |
| Division 1 / Ligue 1 | 66      | 2      | 2 368 | 859 | 632 | 877 | 3 386 | 3 297 | +89   |
| Division 2 / Ligue 2 | 19      | 2      | 716   | 306 | 208 | 200 | 1 068 | 741   | +327  |

| Compétition                                     | Saisons | J  | G  | N  | P  | Bp | Bc | Meilleure performance |
| ----------------------------------------------- | ------- | -- | -- | -- | -- | -- | -- | --------------------- |
| Coupe des clubs champions / Ligue des champions | 0       | 0  | 0  | 0  | 0  | 0  | 0  | -                     |
| Coupe UEFA / Ligue Europa                       | 9       | 38 | 16 | 10 | 12 | 57 | 38 | Demi-finaliste (1981) |
| Coupe Intertoto (compétition disparue)          | 1       | 6  | 3  | 1  | 2  | 7  | 4  | Demi-finaliste (2002) |
| Total Europe                                    | 10      | 44 | 19 | 11 | 15 | 64 | 42 | -                     |

### Records nationaux
Jusqu'en 2015, le FC Sochaux-Montbéliard détient le record du nombre de saisons (66) disputées en première division, égalé par l'Olympique de Marseille à compter du championnat de Ligue 1 2015-2016 puis dépassé par ce même club lors de l'exercice suivant. Jusqu'en octobre 2016, le FCSM détient le record du plus grand nombre de matchs disputés (2368) en première division, date à laquelle il est dépassé par l'Olympique de Marseille.
- Victoire la plus large : 12-1, le 25 août 1935 contre Valenciennes[63].
- Plus grand nombre de buts inscrits en un seul match par un joueur : 7 buts par Trello Abegglen le 25 août 1935 contre Valenciennes[64].
- Plus jeune joueur à réaliser un Coup du Chapeau : Jérémy Ménez, le 22 janvier 2005 contre Bordeaux à 17 ans 8 mois et 15 jours[65].

### Records du club
- Plus grand nombre de saisons consécutives en D1/L1 : 23 (1965-1987).

- Plus grand nombre de saisons consécutives en D2/L2 : 9 (2014-2023).
- Plus grand nombre de victoires consécutives en première division : 9[66].
- Plus grand nombre de matchs consécutifs sans défaite en première division : 17[66].
- Plus large victoire à domicile : 12-1, Sochaux - Valenciennes, le 1er juillet 1935[67].
- Plus large victoire à l'extérieur : 1-7, Lyon - Sochaux, le 8 août 1987.
- Plus larges défaites à domicile : 0-5, Sochaux - Monaco, 15 avril 1995 et 1-6, Sochaux - Ajaccio, le 22 septembre 2017 1-6 Sochaux - Rennes le 6 janvier 2024.
- Plus large défaite à l'extérieur : 8-0, RC Paris - Sochaux, le 29 novembre 1959.
- Matchs disputés (toutes compétitions confondues) : Albert Rust (454 matches).
- Buts marqués (toutes compétitions confondues) : Roger Courtois (281 buts).
- Plus jeune joueur en match officiel : Eliezer Mayenda (16 ans, 7 mois et 10 jours)[68].

## Identité du club

### Couleurs
Sous l'impulsion de Jean-Pierre Peugeot, le FC Sochaux naît en 1928. Le choix des couleurs ne fait pas l'objet d'une grande discussion, c'est une évidence. Les footballeurs francs-comtois évolueront en jaune-bouton d'or et bleu roi, les teintes de Peugeot Automobiles mais aussi de la Franche-Comté. Depuis des décennies, les maillots sochaliens sont donc principalement de couleurs jaune et bleue. D'où le surnom des joueurs, les « Jaunes et bleus ». Néanmoins, la couleur majoritaire reste le jaune.

### Logos
Le club a, à plusieurs reprises au cours de son histoire, changé d'écusson, mais le principe du lion sur fond jaune et bleu a toujours été présent et fait partie intégrante de l'identité du club. Ainsi, il est fréquent d'entendre l'appellation de Lionceaux au sujet des joueurs de l'équipe. Toutefois, ce surnom est à la base attribué aux équipes juniors du club mais désigne de plus en plus, par extension, l'équipe A professionnelle. En juillet 2015, à la suite des changements de propriétaire, le logo du club rompt avec la tradition et abandonne le lion symbole de la marque automobile Peugeot pour un lion plus neutre rappelant un des symboles des armoiries franc-comtoises. Les couleurs jaune et bleu sont elles aussi tirées des armoiries franc-comtoises.

Armoiries de Franche-Comté
Avant 1990
1990-1994
1994-1997
1997-2000
2000-2004
2004-2010
2010-2015
Depuis 2015

### Équipementiers et sponsors
| Période   | Equipementier | Sponsor           |
| --------- | ------------- | ----------------- |
| -1984     | Adidas        |                   |
| 1984-1989 | Uhlsport      |                   |
| 1989-1995 | Adidas        | Peugeot / Esso    |
| 1997-1998 | Asics         | Peugeot / Esso    |
| 1998-1999 | Asics         | Gefco / Esso      |
| 1999-2000 | Asics         | Gefco             |
| 2000-2001 | Champion      | Gefco             |
| 2001-2004 | Champion      | Esso              |
| 2004-2007 | Lotto         | Esso              |
| 2007-2009 | Lotto         | Mobil             |
| 2009-2011 | Lotto         | Peugeot           |
| 2011-2013 | Lotto         | Mobil             |
| 2013-2015 | Lotto         | Peugeot           |
| 2015-2018 | Lotto         | Ledus             |
| 2018-2020 | Lotto         | Nedey Automobiles |
| 2020-2023 | Nike          | Nedey Automobiles |
| 2023-     | Eldera        | EIMI              |

Au cours de son histoire, le FC Sochaux a connu de nombreux équipementiers, dont Adidas, Uhlsport, Asics, Champion, Lotto, Nike et Eldera. Le constructeur automobile Peugeot, fondateur et propriétaire du club jusqu'en 2015, a été très souvent et logiquement le sponsor principal figurant sur le maillot des joueurs, ainsi que des entreprises liées à Peugeot telles que la compagnie pétrolière ExxonMobil (marques Esso et Mobil 1) ou le transporteur logistique Gefco,.
Après seize années passées chez Lotto, le FC Sochaux change d'équipementier et passe chez Nike au début de la saison 2020/2021. Les maillots arborent le concessionnaire Nedey Automobiles comme sponsor principal de 2018 à 2023.
À partir de la saison 2023/2024 et pour une durée de cinq ans, un contrat est signé avec un nouvel équipementier. Il s'agit de l'entreprise française Eldera qui équipe pour la première fois un club de football professionnel à cette occasion. Le nouveau sponsor principal appraissant sur le maillot est l'entreprise locale EIMI, basée à Étupes et spécialisée dans les installations de génie climatique, génie électrique et de cuisines professionnelles.

## Personnalités du club

### Propriétaires
En mai 2014, Peugeot, propriétaire du club depuis ses débuts, annonce être « à la recherche d'un partenaire, d'un investisseur ou d'un repreneur » pour le club.
Le tableau ci-dessous énumère les différents actionnaires majoritaires qui se sont succédé à la tête du FC Sochaux-Montbéliard.
| Période                   | Actionnaire majoritaire |
| ------------------------- | --- |
| juin 1928 - avril 1976    | Peugeot |
| avril 1976 - juillet 2015 | PSA Peugeot-Citroën Le FC Sochaux-Montbéliard devient une SASP en 2001 |
| juillet 2015 - avril 2020 | Ledus |
| avril 2020 - août 2023    | Nenking Group (en) |
| août 2023 -               | Groupe d'actionnaires FCSM 2028 (40 actionnaires en août 2023, 48 en juin 2024, répartition du capital ~93,4% entrepreneurs locaux, ~6,6% association Sociochaux regroupant 11000 supporters) |

### Présidence
| Rang | Nom | Période   |
| 1    | Louis Maillard-Salin | 1928-1939 |
| 2    | Antoine Peugeot | 1939-1945 |
| 3    | Gaston Turin | 1945-1960 |
| 4    | René Bouquet | 1960-1974 |
| 5    | Jacques Thouzery | 1974-1994 |
| 6    | Gilles Daget | 1994-1999 |
| 7    | Jean-Claude Plessis | 1999      |

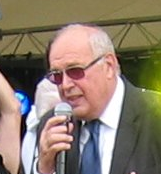
Jean-Claude Plessis président délégué du club de 2000 à 2008 et président de 2023 à 2024.

| 8    | Alain Cordier - Christian Peugeot (vice président) 2000-2015) - Jean-Claude Plessis (président délégué 2000-2008) - Alexandre Lacombe (président délégué 2008-2013) - Laurent Pernet (président délégué 2013-2015) | 2000-2014 |
| 9    | Denis Worbe - Christian Peugeot (vice président) 2000-2015) - Alexandre Lacombe (président délégué 2008-2013) - Laurent Pernet (président délégué 2013-2015)                                                       | 2014-2015 |
| 10   | Wing Sang Li - Ilja Kaenzig (directeur général 2015-2018) - Tsz Lee (directeur général 2018-2019) | 2015-2019 |
| 11   | Frederic Bo Dong | 2019      |
| 12   | Frankie Yau - Samuel Laurent (directeur général) | 2019-2023 |
| 13   | Jean-Claude Plessis - Gerald Maradan (vice président) - Pierre Wantiez (président délégué, directeur général) | 2023-2024 |
| 14   | Sandro Nardis (président du conseil de surveillance) - Baptiste Vautherin (vice-président)2024-2025 - Pascal Groll (vice-président) 2025- - Clément Calvez (président du directoire)                               | 2024-     |

Le FC Sochaux-Montbéliard devient une SASP avec conseil d'administration en 2001. La gouvernance statutaire inclut un president, et de manière optionnelle un vice-président, un président délégué et un directeur général. Il devient une SASP à directoire et conseil de surveillance en 2024.
En 2016, Jacques Thouzery fait partie du classement France-Football des 30 meilleurs présidents de club depuis 1945 (à la 22ème place).
En 2025, Baptiste Vautherin reste le président et directeur général de la SCIC.

### Directeurs sportifs
Le tableau ci-dessous dresse la liste des différents directeurs sportifs qui se sont succédé au FC Sochaux-Montbéliard.
| Période     | Nom               |
| ----------- | ----------------- |
| 1934 - 1929 | Roger Dargein     |
| 1934 - 1941 | Étienne Gredy     |
| 1941 - 1943 | Auguste Bonal     |
| 1943 - 1960 | Fortuné Chabrier  |
| 1960 - 1973 | Louis Deur        |
| 1973 - 1985 | René Hauss        |
| 1998 - 1999 | Léonard Specht    |
| 1999 - 2006 | Bernard Genghini  |
| 2012 - 2016 | Bernard Maraval   |
| 2018 - 2019 | David Vizcaíno    |
| 2023 -      | Julien Cordonnier |

### Entraîneurs
Depuis sa création en 1928, le club de Sochaux a été dirigé par 34 entraîneurs, soit une moyenne de moins de 3 ans par entraîneur. Quatre d'entre eux ont été entraîneurs à deux reprises (Conrad Ross, Paul Wartel, Jean Fauvergue et Silvester Takač) et sur les six intérims qu'a connu le club, trois ont été assurés par d'anciens entraîneurs du club (Maurice Bailly, Paul Wartel et Paul Barret).

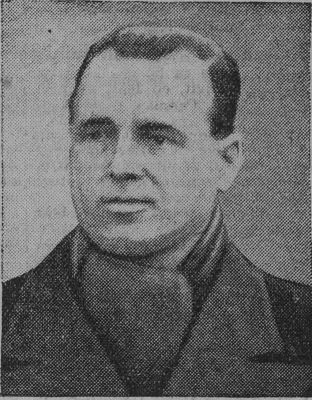
L'Urugayen Conrad Ross permet au FC Sochaux de remporter ses deux premiers titres de champion de France en 1935 et 1938 et sa première Coupe de France en 1937.
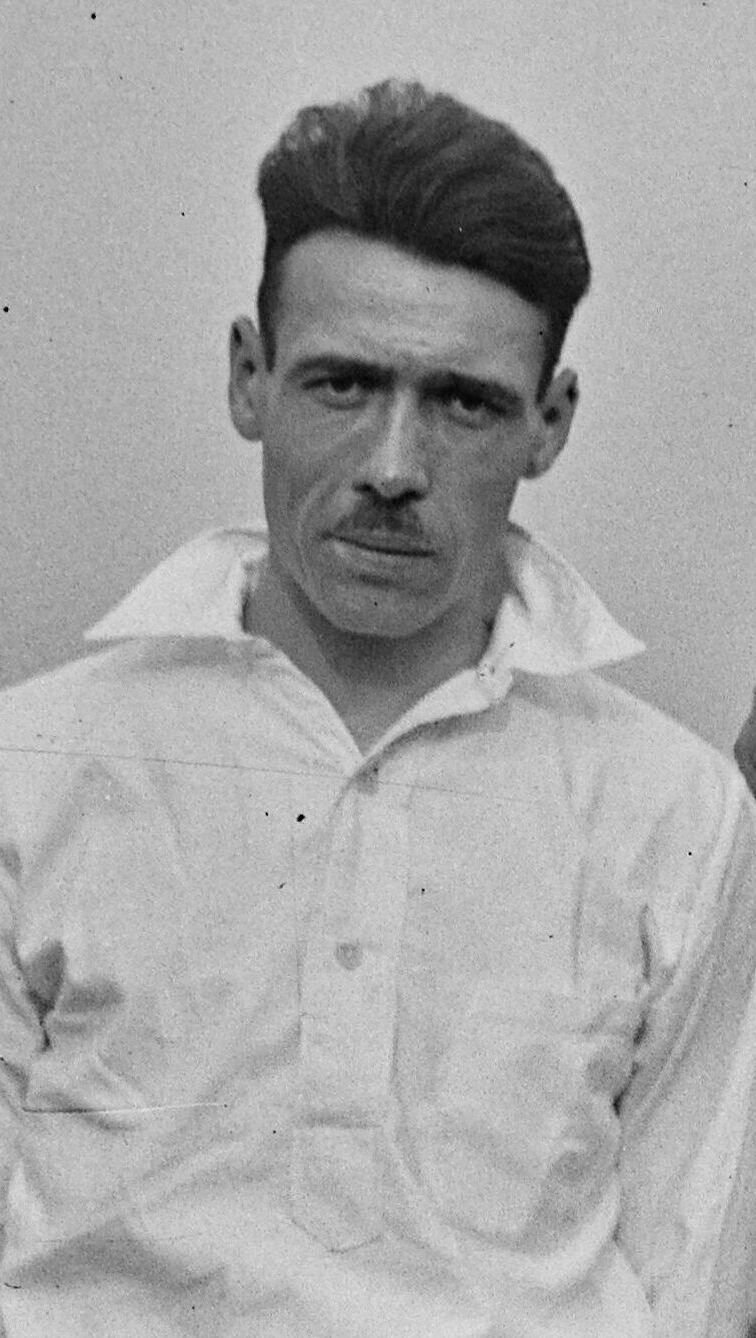
Paul Wartel reste celui qui a passé le plus grand nombre d'années à la tête de l'équipe première.
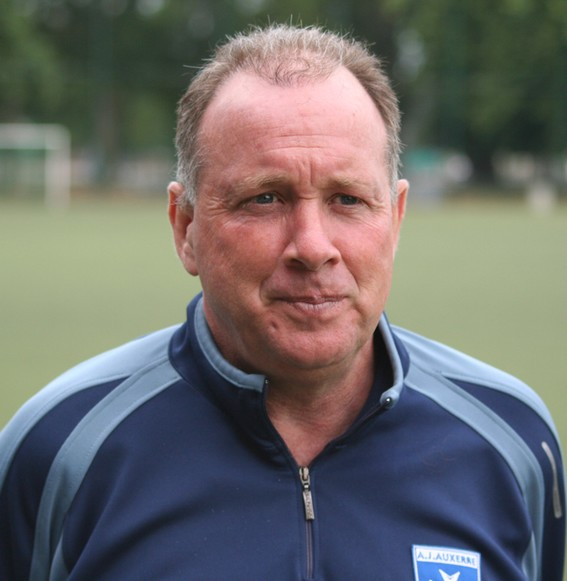
Jean Fernandez contribue à la remontée du club en première division en remportant le titre de champion de deuxième division en 2001.
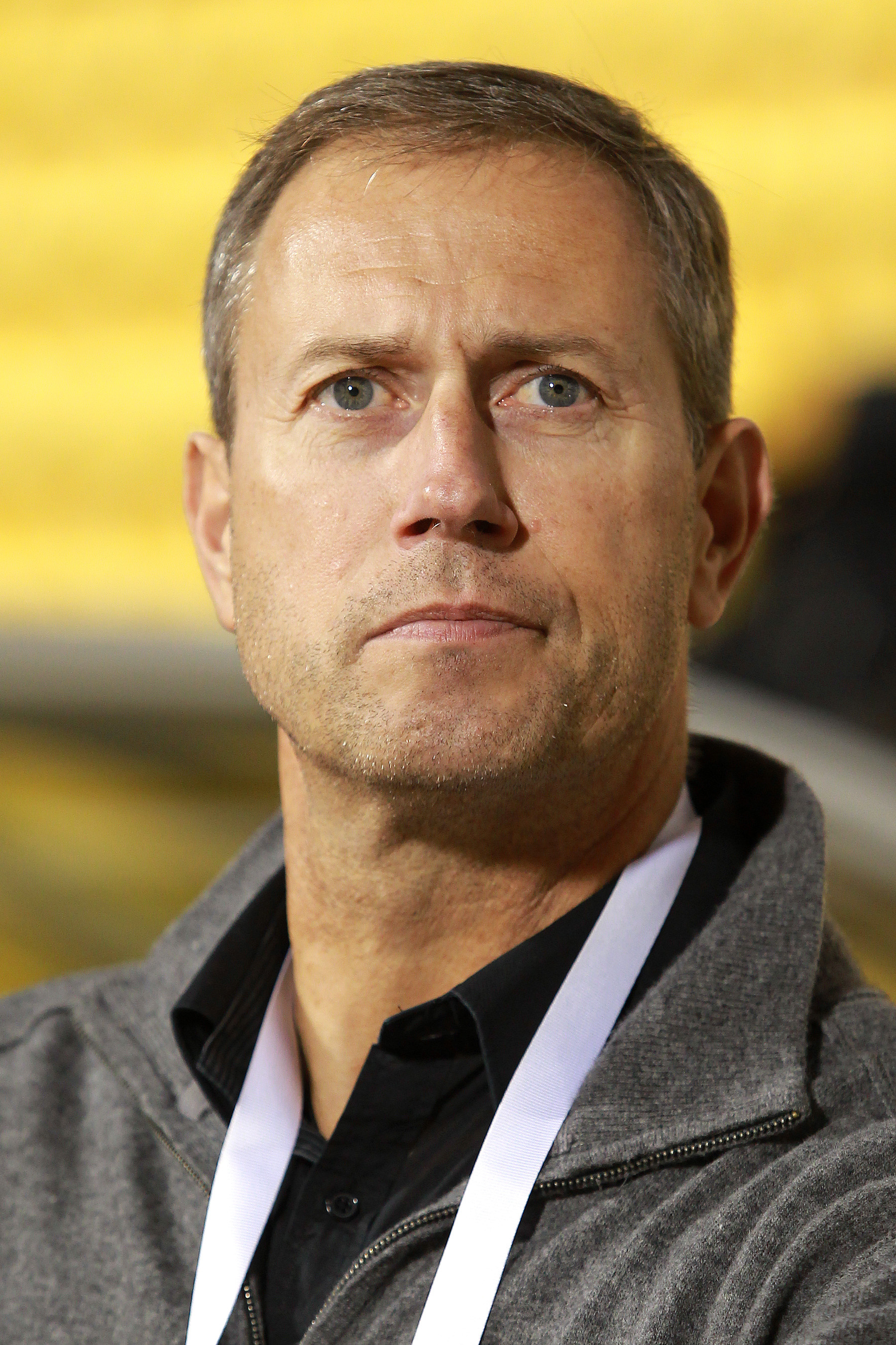
Originaire de Lure, à quelques kilomètres de Sochaux, Alain Perrin permet au FCSM de remporter une nouvelle Coupe de France en 2007.

Les entraîneurs qui sont restés le plus longtemps en poste de manière continue sont Gabriel Dormois (8 ans : 1952-1960), Paul Barret (8 ans : 1969-1977) et Silvester Takač (7 ans : 1987-1994) mais c'est Paul Wartel qui détient la palme du nombre de saisons aux commandes de l'équipe première avec un total de 11 réparties en deux périodes (1939-1944 et 1946-1952). Dix de ces entraîneurs étaient étrangers : l'Écossais Victor Gibson, l'Uruguayen Conrad Ross, le Tchécoslovaque Louis Dupal, les Yougoslaves Dobrosav Krstić et Silvester Takač, les Bosniens Faruk Hadžibegić et Mécha Baždarević, le Sénégalais Omar Daf, l'Allemand Peter Zeidler et l'Espagnol José Manuel Aira,.
| Rang | Nom               | Période      |
| 1    | Maurice Bailly    | 1928-1929    |
| 2    | Victor Gibson     | 1929-1934    |
| 3    | Maurice Bailly    | 1934         |
| 4    | Conrad Ross       | 1934-1935    |
| 5    | André Abegglen    | 1935-12/1935 |
| 6    | Conrad Ross       | 12/1935-1939 |
| 7    | Paul Wartel       | 1939-1944    |
| 8    | Étienne Mattler   | 1944-1946    |
| 9    | Maurice Bailly    | 1946         |
| 10   | Paul Wartel       | 1946-1952    |
| 11   | Gabriel Dormois   | 1952-1960    |
| 12   | Paul Wartel       | 1960         |
| 13   | Louis Dupal       | 1960-1962    |
| 14   | Roger Hug         | 1962-1967    |
| 15   | Georges Vuillaume | 1967         |
| 16   | Dobrosav Krstić   | 1967-1969    |
| 17   | Paul Barret       | 1969-1977    |

| Rang | Nom               | Période   |
| 18   | Jean Fauvergue    | 1977-1981 |
| 19   | Pierre Mosca      | 1981-1984 |
| 20   | Silvester Takač   | 1984-1985 |
| 21   | Jean Fauvergue    | 1985-1987 |
| 22   | Paul Barret       | 1987      |
| 23   | Silvester Takač   | 1987-1994 |
| 24   | Jacques Santini   | 1994-1995 |
| 25   | Didier Notheaux   | 1995-1996 |
| 26   | Faruk Hadžibegić  | 1996-1998 |
| 27   | Philippe Anziani  | 1998-1999 |
| 28   | Jean Fernandez    | 1999-2002 |
| 29   | Guy Lacombe       | 2002-2005 |
| 30   | Dominique Bijotat | 2005-2006 |
| 31   | Alain Perrin      | 2006-2007 |
| 32   | Frédéric Hantz    | 2007      |
| 33   | Jean-Luc Ruty     | 12/2007   |

| Rang | Nom                                           | Période            |
| 34   | Francis Gillot                                | 2008-2011          |
| 35   | Mécha Baždarević                              | 2011-2012          |
| 36   | Éric Hély                                     | 2012-2013          |
| 37   | Omar Daf                                      | 2013               |
| 38   | Hervé Renard                                  | 2013-2014          |
| 39   | Olivier Echouafni                             | 2014-09/2015       |
| 40   | Omar Daf Éric Hély                            | 09/2015            |
| 41   | Albert Cartier                                | 10/2015-2017       |
| 42   | Peter Zeidler                                 | 2017-2018          |
| 43   | José Manuel Aira                              | 05-2018/11-2018    |
| 44   | Omar Daf                                      | 11-2018/06-2022    |
| 45   | Olivier Guégan                                | 06-2022/05-2023    |
| 46   | Pierre-Alain Frau Sylvain Monsoreau (intérim) | 05-2023/06-2023    |
| 47   | Oswald Tanchot                                | 06-2023/05-2024    |
| 48   | Karim Mokeddem                                | 2024-fév. 2025     |
| 49   | Frédéric Bompard                              | fév. 2025-mai 2025 |
| 50   | Vincent Hognon                                | mai 2025-          |

### Joueurs emblématiques
| Joueur              | Ligue 1 | Matchs officiels |
| Roger Courtois      | 209     | 253              |
| René Gardien        | 121     | 156              |
| Gérard Soler        | 69      | 73               |
| Pepi Humpal         | 66      | 111              |
| Robert Pintenat     | 62      | 73               |
| Bernard Genghini    | 60      | 71               |
| Alberto Muro        | 57      | 65               |
| Yannick Stopyra     | 57      | 61               |
| Zvonko Ivezic       | 53      | 56               |
| Guy Lassalette      | 52      | 64               |
| André Abegglen      | 51      | 64               |
| Stéphane Paille     | 50      | 80               |
| Jean-Louis Reignier | 47      | 64               |
| Pierre-Alain Frau   | 41      | 75               |
| Francileudo Santos  | 34      | 67               |
| Adolphe Schmit      | 25      | 70               |

| Joueur            | Ligue 1 | Matchs officiels |
| Albert Rust       | 390     | 454              |
| Joseph Tellechéa  | 376     | 412              |
| Jean-Pierre Posca | 358     | 420              |
| René Gardien      | 358     | 410              |
| Teddy Richert     | 323     | 376              |
| Abdel Djaadaoui   | 307     | 362              |
| Laszlo Seleš      | 296     | 347              |
| Roger Courtois    | 285     | 369              |
| Laurent Croci     | 278     | 319              |
| Michaël Isabey    | 265     | 366              |
| Philippe Lucas    | 262     | 328              |
| Mécha Baždarević  | 244     | 339              |

Au début des années 2010, le club publie une liste de joueurs marquants ayant joué sous les couleurs jaune et bleu. Cette liste, aussi dénommée Hall of Fame, comprend cinquante joueurs qui ont participé à la vie du club de l'avant-guerre jusqu'aux années 2000,.
Dix de ces joueurs font partie de l'équipe talentueuse des années 1930. Il s'agit de Antonio Lozes, Étienne Mattler, André Maschinot, Lucien Laurent, Bernard Williams, Roger Courtois, André Abegglen, János Szabó, Pierre Duhart et Laurent Di Lorto,.
Les années 1940 et 1950 du FC Sochaux-Montbéliard sont marquées par Pépi Humpal, Joseph Tellechéa, François Remetter, René Gardien, Jean-Jacques Marcel et Alberto Muro,.
Dans les années 1960 et 1970, le club est marqué par Claude Quittet, Bernard Bosquier, Dobrosav Krstić, Maryan Wisniewski, Vojislav Melić, Jacky Nardin, Georges Lech, Eugène Battmann, Laszlo Seleš, Gérard Soler, Robert Pintenat, Philippe Piat, Zvonko Ivezić, Patrick Revelli, Abdel Djaadaoui et Albert Rust. Jean-Pierre Posca, non-membre du Hall of Fame, est un autre joueur marquant de cette période.
Les années 1980 et 1990, marquées par la finale de la Coupe de France 1987-1988, voient passer des joueurs comme Jean-Luc Ruty, Bernard Genghini, Joël Bats, Yannick Stopyra, Philippe Anziani, Franck Silvestre, Franck Sauzée, Stéphane Paille, Gilles Rousset, Jean-Christophe Thomas, Mécha Baždarević, Faruk Hadžibegić, Stéphane Cassard, Alain Caveglia et Henk Vos,.
Les trois joueurs du Hall of Fame actifs dans les années 2000 sont Pierre-Alain Frau, Benoît Pedretti et Francileudo Santos. Les autres joueurs marquants de cette décennie selon le club sont Ryad Boudebouz, Marvin Martin, Michaël Isabey, Omar Daf, Jaouad Zairi, Camel Meriem et Teddy Richert.

#### Onze de légende
| Richert Mattler Hadžibegić Quittet Tellechéa Pedretti Isabey Genghini Lech Courtois Paille |

| Richert Mathieu Silvestre Hadžibegić Daf Sauzée Bazdarevic Genghini Stopyra Paille Frau |

#### Internationaux français
Liste des internationaux français du FCSM par ordre alphabétique.
- Anziani Philippe
- Bosquier Bernard
- Bruat Marius
- Cazenave Hector
- Courtois Roger
- Di Lorto Laurent
- Duhart Pierre
- Gabrillargues Louis
- Gardien René
- Genghini Bernard
- Jacques Michel
- Keller Curt
- Ibrahima Konaté
- Laurent Jean
- Laurent Lucien
- Laurey Thierry
- Lauri Michel
- Lech Georges
- Lehmann Maxime
- Lozes Antonio
- Madar Mickael
- Marcel Jean-Jacques
- Martin Marvin
- Maschinot André
- Mathieu Jeremy
- Mattler Étienne
- Jeremy Menez
- Meriem Camel
- Paille Stéphane
- Pedretti Benoît
- Pintenat Robert
- Quittet Claude
- Remetter François
- Revelli Patrick
- Rousset Gilles
- Rust Albert
- Silvestre Franck
- Sauzee Franck
- Skiba Henri
- Soler Gérard
- Stopyra Yannick
- Tellechea Joseph
- Thuram Marcus
- Vanucci Albert
- Zimako Jacques

#### Joueur de la saison
Depuis août 2009, les supporters sochaliens désignent chaque mois le meilleur joueur du FCSM. Les votes pour le "Joueur du mois" permettent aussi d'attribuer un trophée de "Joueur de la saison". Marvin Martin est le seul joueur ayant remporté deux fois cette récompense.
| Saison    | Joueur             | Poste           |
| 2009/2010 | Teddy Richert      | Gardien de but  |
| 2010/2011 | Marvin Martin      | Milieu offensif |
| 2011/2012 | Marvin Martin      | Milieu offensif |
| 2012/2013 | Simon Pouplin      | Gardien de but  |
| 2013/2014 | Sébastien Corchia  | Défenseur       |
| 2014/2015 | Karl-Toko Ekambi   | Attaquant       |
| 2015/2016 | / Jérôme Onguéné   | Défenseur       |
| 2016/2017 | Faneva Andriatsima | Attaquant       |
| 2017/2018 | Aldo Kalulu        | Attaquant       |
| 2018/2019 | / Jeando Fuchs     | Milieu défensif |
| 2019/2020 | / Younès Kaabouni  | Milieu offensif |
| 2020/2021 | Gaëtan Weissbeck   | Milieu offensif |
| 2021/2022 | Tony Mauricio      | Milieu offensif |
| 2022/2023 | Moussa Doumbia     | Attaquant       |

## Structures du club

### Structures sportives

#### Stades

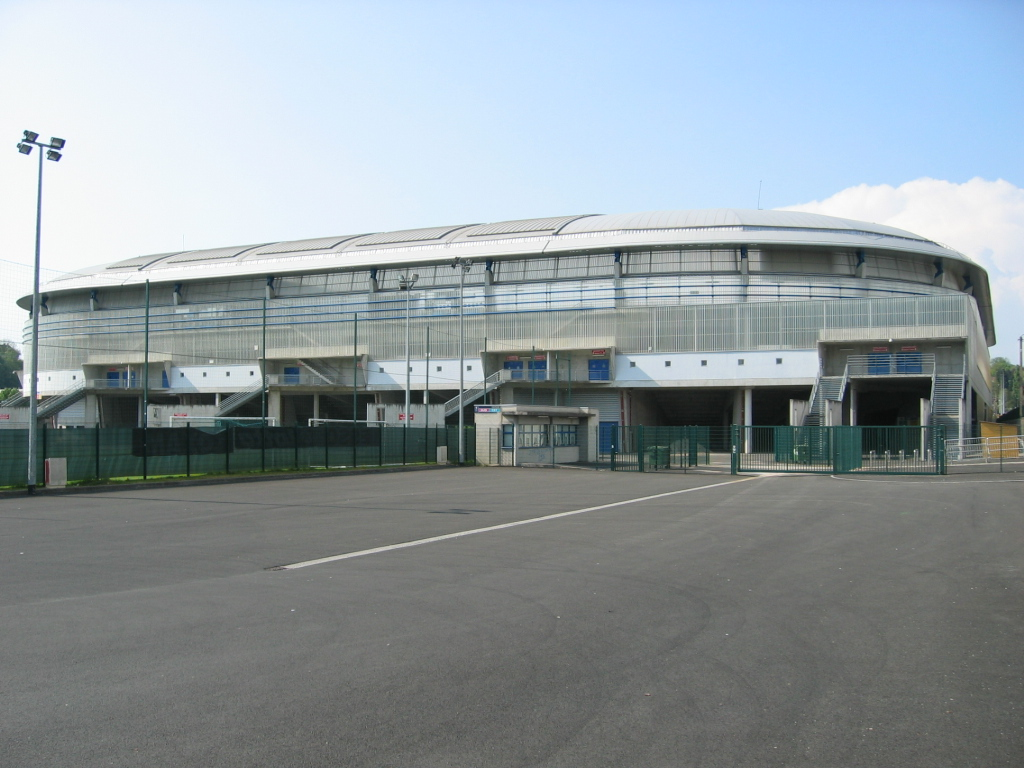
Stade Auguste-Bonal.

Le club du FC Sochaux-Montbéliard évolue dans une enceinte moderne de 20 005 places inaugurée en 2000 (à l'occasion du Trophée des champions) après rénovation : le stade Auguste-Bonal.

#### Centre de formation
Le centre de formation a vu le jour en 1974. Il a été remplacé en 2000 par le centre de formation aux métiers du football Roland-Peugeot situé dans le château Jean-Pierre Peugeot sur la commune de Seloncourt. Le centre de formation du FCSM a été élu meilleur centre de Ligue 1 pour la saison 2011-2012

## Aspects juridiques et économiques

### Aspects juridiques

#### Statut juridique et légal
Le FC Sochaux-Montbéliard est, depuis le 2 mai 2001, composé de deux entités. La Société Anonyme de Sport Professionnel (SASP) qui gère le football professionnel, le centre de formation ainsi que les équipes jusqu'au U15 et l'association qui prend en charge la pratique amateur et l'école de football (des U7 jusqu’aux U13). L'association FCSM est présidée par Jean-Claude Vienot,.
Le 22 mai 2024, remplace le Conseil d'Administration de la SASP par deux instances : un Conseil de Surveillance et un Directoire, afin de séparer l'actionnariat et l'opérationnel. Par ailleurs, est créée une Société Coopérative d’Intérêt Collectif (SCIC) Football Club Sochaux-Montbéliard, qui gère, aux côtés des collectivités locales, le centre de formation et les sections féminines. Les droits de vote de la SCIC sont partagés selon les collèges suivant : 50% dirigeants SASP, 25% collectivités locales, 15% supporters, 10% association FCSM. L'association FCSM est présidée par Nicolas Vuillemin depuis janvier 2024.

### Aspects économiques

#### Éléments comptables
Chaque saison, le FC Sochaux-Montbéliard publie son budget prévisionnel de fonctionnement après validation auprès de la DNCG, l'instance qui assure le contrôle administratif, juridique et financier des associations et sociétés sportives de football afin d'en garantir la pérennité. Le budget prévisionnel d'un club s'établit en amont de l'exercice à venir et correspond à une estimation de l'ensemble des recettes et des dépenses prévues par l'entité. Le tableau ci-dessous résume les différents budgets prévisionnels du club sochalien saison après saison.
| Saison | 2008-2009 | 2009-2010 | 2010-2011 | 2011-2012 | 2012-2013 | 2013-2014 | 2014-2015 | 2015-2016 |
| Budget | 45 M€     | 43 M€     | 40 M€     | 40 M€     | 40 M€     | 40 M€     | 17 M€     | 18 M€     |
| Saison | 2016-2017 | 2017-2018 | 2018-2019 | 2019-2020 | 2020-2021 | 2021-2022 | 2022-2023 | 2023-2024 |
| Budget | 15 M€     | 16 M€     | 16 M€     | 16 M€     | 17 M€     | 16 M€     | 17 M€     | 15 M€     |

La DNCG publie chaque saison les comptes individuels de résultat de chaque club, ce qui permet d'obtenir de nombreux éléments comptables (masse salariale, montant des droits audiovisuels, résultat des opérations de mutations qui correspondent aux transferts).
|                                            | Saison      |             |             |             |             |             |             |             |             |             |             |             |
| En milliers d'euro.                        | 2021 / 2022 | 2020 / 2021 | 2019 / 2020 | 2018 / 2019 | 2017 / 2018 | 2016 / 2017 | 2015 / 2016 | 2014 / 2015 | 2013 / 2014 | 2012 / 2013 | 2011 / 2012 | 2010 / 2011 |
| Droits audiovisuels                        | 4 830       | 4 989       | 4 679       | 5 317       | 5 621       | 6 057       | 6 101       | 7 065       | 14 939      | 17 246      | 19 009      | 26 529      |
| Sponsors - Publicité                       | 2 238       | 1 548       | 1 893       | 2 128       | 2 367       | 3 411       | 3 501       | 3 399       | 7 141       | 7 464       | 7 630       | 7 429       |
| Recettes matches                           | 1 972       | 182         | 1 003       | 1 110       | 1 961       | 2 064       | 1 825       | 1 398       | 4 063       | 3 181       | 3 500       | 3 452       |
| Autres produits                            | 1 262       | 1 007       | 859         | 841         | 1 305       | 2 986       | 2 509       | 5 922       | 3 001       | 7 854       | 2 789       | 10 470      |
| Total produits hors-mutation               | 10 302      | 7 726       | 8 434       | 9 396       | 11 254      | 14 518      | 13 936      | 17 784      | 29 144      | 35 744      | 32 928      | 47 879      |
| Rémunération du personnel chargée          | 12 167      | 8 645       | 8 058       | 9 496       | 11 415      | 11 830      | 12 770      | 10 636      | 21 226      | 23 366      | 25 575      | 26 359      |
| Amortissements des indemnités de mutations | 263         | 222         | 0           | 0           | 271         | 496         | 1 181       | 1 466       | 4 138       | 3 979       | 5 093       | 6 978       |
| Honoraires d’agents / Intermédiaires       | 428         | 212         | 123         | 107         | 248         | N.C         | N.C         | N.C         | N.C         | N.C         | N.C         | N.C         |
| Autres charges                             | 7 520       | 6 026       | 5 838       | 6 302       | 8 035       | 8 604       | 8 868       | 12 658      | 21 034      | 12 402      | 13 267      | 13 817      |
| Total charges hors-mutation                | 20 378      | 15 105      | 14 019      | 15 905      | 19 969      | 20 930      | 22 819      | 24 760      | 46 397      | 39 747      | 43 935      | 47 154      |
| Résultat des opérations hors-mutation      | -10 076     | -7 379      | -5 585      | -6 509      | - 8 715     | - 6 412     | - 8 883     | - 6 976     | - 17 253    | - 4 002     | - 11 007    | 725         |
| Résultat des opérations mutation           | 1 298       | 9 219       | 7 739       | 1 268       | 3 632       | 3 323       | 2 542       | 7 116       | - 432       | 5 421       | 19 462      | 2 156       |
| Résultat financier                         | 3           | 5           | 2           | 8           | - 11        | - 6         | 94          | 42          | - 22        | - 49        | 45          | -132        |
| Résultat exceptionnel : Autres             | 144         | 432         | 2 926       | 119         | - 99        | 161         | 78          | - 1 044     | 12          | 60          | - 7 887     | 61          |
| Résultat avant impôt                       | - 8 631     | 2 277       | 5 082       | -5 113      | - 5 193     | - 2 934     | - 6 169     | - 862       | - 17 695    | 1 430       | 613         | 2 810       |
| Impôt Société                              | 147         | -172        | -4          | 49          | 87          | 76          | 74          | 81          | 80          | - 113       | 1           | 2           |
| Résultat net                               | -8 484      | 2 105       | 5 078       | -5 064      | - 5 106     | - 2 858     | - 6 095     | - 781       | - 17 615    | 1 316       | 614         | 2 812       |

#### Transferts les plus coûteux
Les deux tableaux ci-dessous synthétisent les plus grosses ventes et achats de joueurs dans l'histoire du club.
| Rang | Joueur                                                                           | Montant | Provenance                                                             | Date                                                                                |
| ---- | -------------------------------------------------------------------------------- | ------- | ---------------------------------------------------------------------- | ----------------------------------------------------------------------------------- |
| 1er  | Brown Ideye                                                                      | 4 M€    | Neuchâtel Xamax                                                        | 20 janvier 2010                                                                     |
| 2e   | Modibo Maïga Moumouni Dagano Thierry Doubaï Ilan                                 | 3 M€    | Le Mans FC EA Guingamp Udinese Athletico Paranaense                    | 28 juillet 2010 1er juillet 2005 1er juillet 2012 7 août 2004                       |
| 6e   | Václav Svěrkoš                                                                   | 2,5 M€  | Baník Ostrava                                                          | 1er janvier 2009                                                                    |
| 7e   | Rabiu Afolabi Sébastien Corchia Karim Ziani Álvaro Santos Ishmael Yartey Miranda | 2 M€    | Austria Vienne Le Mans FC FC Lorient FC Copenhague Benfica Coritiba FC | 1er juillet 2005 1er juillet 2011 1er juillet 2006 23 juillet 2012 1er juillet 2005 |

| Rang | Joueur                                                           | Montant | Destination                                                         | Date                                                            |
| ---- | ---------------------------------------------------------------- | ------- | ------------------------------------------------------------------- | --------------------------------------------------------------- |
| 1er  | Marvin Martin                                                    | 10 M€   | LOSC Lille                                                          | 1er juillet 2012                                                |
| 2e   | Brown Ideye                                                      | 9 M€    | Dynamo Kiev                                                         | 7 juillet 2011                                                  |
| 3e   | Mevlüt Erdinç Pierre-Alain Frau                                  | 8,5 M€  | Paris SG Olympique lyonnais                                         | 1er juillet 2009 1er juillet 2004                               |
| 5e   | Karim Ziani                                                      | 8 M€    | Olympique de Marseille                                              | 1er juillet 2007                                                |
| 6e   | Camel Meriem                                                     | 7 M€    | Girondins de Bordeaux                                               | 6 janvier 2002                                                  |
| 7e   | Modibo Maïga Ilan                                                | 6 M€    | West Ham AS Saint-Étienne                                           | 18 juillet 2012 10 juillet 2006                                 |
| 9e   | Souleymane Diawara                                               | 5,4 M€  | Charlton                                                            | 30 août 2006                                                    |
| 10e  | Sylvain Monsoreau Jérémy Mathieu Maxence Lacroix Benoît Pedretti | 5 M€    | Olympique lyonnais Toulouse FC VfL Wolfsburg Olympique de Marseille | 1er juillet 2005 1er juillet 2005 25 août 2020 1er juillet 2004 |

## Soutien et image

### Groupes de supporters
- Tribune Nord Sochaux : groupe ultra en activité depuis la descente du club en Ligue 2, situé en Populaires Nord Bloc C (Secteur 106). Cependant, le groupe avait interrompu ses activités début juillet 2018, mécontent de la décision du propriétaire Wing Sang Li de confier la gestion globale du club au groupe espagnol Baskonia Alavès[144],[145].
- Sociochaux : association créée en 2019 et qui a pour but de regrouper les supporters sous la forme de socios afin de faire partie du capital du club. Lors de l'été 2023, Sociochaux organise une levée de fonds auprès des supporters pour entrer au capital. Après avoir joué un rôle crucial dans le sauvetage du club, l'association intègre le Conseil d'administration et devient la première association de supporters en France à participer directement à la gouvernance d'un club professionnel. Avec 11 000 membres, elle continue de mener des projets pour renforcer l'engagement communautaire et garantir l'avenir du club[146].
- Joyriders Sochaux 1996 : principal groupe ultra du stade Bonal, fort de 150 membres et d'autant de suiveurs à chaque match. Ils étaient situés en seconde nord. Le groupe est en sommeil depuis mars 2014 et n'organise plus aucune animation en son nom[147]. Un rassemblement de supporters baptisé « Tribune Nord Sochaux » assure maintenant la majorité de l'ambiance au stade Bonal[148].
- Supporter club du FCSM : née en 1933, cette association loi de 1901 compte à l'heure actuelle près de 1 500 membres. Affiliée à la Fédération des Associations de Supporters du Football français, elle-même agréée par le ministère de la Jeunesse et des Sports, reconnue par la LFP et la FFF. Les deux chartes (Supporter et adhésion d'un club de supporters) figurent dans le guide officiel de la LFP. Elle organise aussi les déplacements à l'extérieur. Le groupe prend place en seconde sud.
- Banda Ultra Sochaux 2003 : elle fut créée en 2003 prenant la suite des 100 % Sochaux 1998. Elle regroupe à l'origine la plupart des ultras historiques supportant le club. À l'intersaison 2005-2006, la quasi-totalité des fondateurs quitte le groupe, il ne compte aujourd'hui qu'une quinzaine de personnes qui ne sont quasiment plus actives.
- Les IDS68 Lions d'Alsace 2003 : les indépendantistes Lions d'Alsace du secteur 68 à Bonal rassemblent les supporters francs-comtois en Alsace du club. Les Lions d'Alsace se sont séparés du Supporter club le 8 juin 2007 à la suite de la demande des membres et de son bureau et devient alors indépendante. Leur banderole est renommée « les indépendantistes du secteur 68 » et ils sont présents en tribune sud populaire depuis décembre 2011[149].
- VAL 70: groupe ultra regroupant les Haut-Saônois. Leur but est de suivre Sochaux partout en France et en Europe. Après avoir été affiliés au Supporter Club, ils rejoignent les Joyriders Sochaux pour deux saisons, depuis la saison 2011 ils rejoignent les Bonal Boys en populaire sud. Ce groupe est maintenant un groupe ultra.
- Bonal Boys: cette section n'est plus affiliée au Supporter Club et rejoint les IDS68 lions d'Alsace et le Val70 dans le nouveau secteur L du populaire Sud.
- Section jeunes & bleus : section créée début de saison 2010-2011 qui est affiliée au supporter club est une section qui regroupe des jeunes supporters du FCSM.
- Juralions : section de supporters du Haut-Jura créée en 2004 affiliée au Supporter club du FCSM.
- Les Parigots de Sochaux : section regroupant les supporters parisiens et franciliens du FCSM créée en 2013 et affiliée au Supporter club du FCSM.
- Les Lions de l'INSAT : section regroupant les supporters de l'INSA de Toulouse du FCSM, créée en 2016 et affiliée au Supporter club du FCSM.

### Affluence
L'inauguration du nouveau stade Bonal permet une hausse durable des affluences. La saison 2003-2004 établit un record d'affluence avec une moyenne de 16 505 spectateurs par match, suivi par la saison 2007-2008 (15 931 spectateurs par match). Le record d'affluence a été établi le 16 mai 1976 lors d'un match de championnat contre l'AS Saint-Étienne, avec 20 886 spectateurs.

## Autres équipes

### Équipes réserve et de jeunes
L'équipe réserve du FC Sochaux-Montbéliard évolue en N3 (ex-CFA2), cinquième échelon national.
| Compétition                        | Vainqueur        | Finaliste  |
| Coupe Gambardella (3)              | 1983, 2007, 2015 | 1975, 2010 |
| Championnat de France des réserves | 2009             |            |
| Championnat de France U19 (1)      | 2003             | 1998       |
| Championnat de France U17 (1)      | 2010             | 2006       |

### Section handball
Une section de handball a également été créée en 1938 par Jean Sabatier, fondateur du club et président, qui décède dans un accident de voiture à Sochaux en 1954. C'est également cette année 1954 qu'est inaugurée la salle Bonal, le FC Sochaux, comme le reste de la France, abandonne peu à peu le handball à onze pour sa version à 7 en salle. Les Sochaliens seront quand même vice-champions de France de handball à onze lors de la saison 1957-1958.
Le club a évolué au plus haut niveau du handball français dans les années 1960 et 1970. Plusieurs joueurs du club ont été internationaux français, tels Jean-Pierre Etcheverry, Roger Lambert ou encore Jean-Louis Silvestro, capitaine de l'équipe de France au Championnat du monde 1967. Le yougoslave Boro Golić, père du champion du monde français Andrej Golić, a également évolué à Sochaux lors de la saison 1967-68. Tous ces joueurs n’étaient pas formés à Sochaux, mais étaient venus car il y avait un avenir professionnel pour eux chez Peugeot notamment.
Le club accède en première division après sa victoire finale en Championnat de France Excellence en 1963.
Les résultats du club en Championnat de France D1 sont :
- demi-finaliste en 1964 ;
- 2e de la poule Est en 1965 ;
- entre la 3e et la 6e place en 1966 ;
- quart-de finale en 1967 ;
- quart-de finale en 1968 ;
- 4e de la poule A en 1969 ;
- 3e de la poule A en 1970 ;
- 7e de la poule B en 1971 ;
- 8e de la poule B en 1972 ;
- 8e de la poule B en 1973 ;
- 6e de la poule A en 1974 ;
- 6e de la poule B en 1975 ;
- 9e de la poule B en 1976 (relégué).

## Culture populaire
Le 21 mai 1967, la touche finale du général : la 50e finale de la Coupe de France est restée dans les mémoires autant par la victoire de l’OL contre Sochaux que par l’intervention du général de Gaulle qui effectue une touche à la dernière minute.
En 1981 est créé par les Pacemaker's l'hymne emblématique "Allez Sochaux". La sortie du 45 tours, en 1981, intervient juste après l’épopée européenne du FCSM, demi-finaliste de la coupe UEFA.  
L'humoriste Pierre Desproges mentionne Sochaux dans plusieurs textes : Dans le journal de 20 heures du dimanche, le tiercé et Saint-Étienne-Sochaux prennent beaucoup de place, on ne peut pas aborder tous les problèmes.
En 2006, un épisode de la série d'émissions C'est pas Sorcier intitulé "Les coulisses du football" a été tourné au centre de formation.
En 2013, le film Comme un lion décrit le parcours d'un jeune sénégalais souhaitant faire carrière dans le football et passant par le centre de formation du club.
En 2013 également, le FCSM apparaît également brièvement dans le film Fonzy, Marvin Martin jouant son propre rôle dans le film.
En 2015, le rappeur Booba écrit dans sa chanson 4G : J'préfère jouer à la Play qu'en D2 à Sochaux.
En mai 2023, l'humoriste Mister V fait référence au club en lui inventant un groupe de supporters fictifs baptisé "les foufous de Sochaux" dont il compose l'hymne avec son acolyte Théo Juice
En janvier 2024 sort un documentaire sur France 3, "Sochaux vivra", sur le sauvetage du club.
En 2024 sort sur Canal+ le documentaire "Sochaux must go on", sur les péripéties financières et la descente en National. Le club du FC Sochaux-Montbéliard continue de vivre grâce à sa passion et la ferveur de ses supporters.
Le 21 octobre 2024, Jules Koundé sous les caméras de TF1 avec un maillot vintage du FC Sochaux dans l'émission Téléfoot.